# 라이트 레일

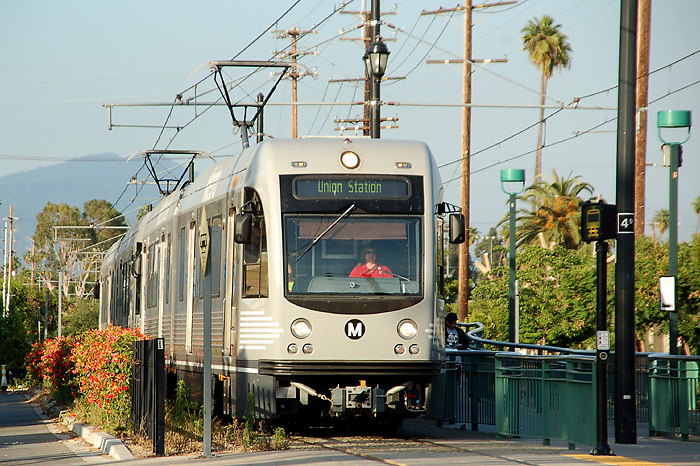
로스앤젤레스에서 거의 대부분의 대중교통 확장은 라이트 레일에 의해 이루어져왔다.

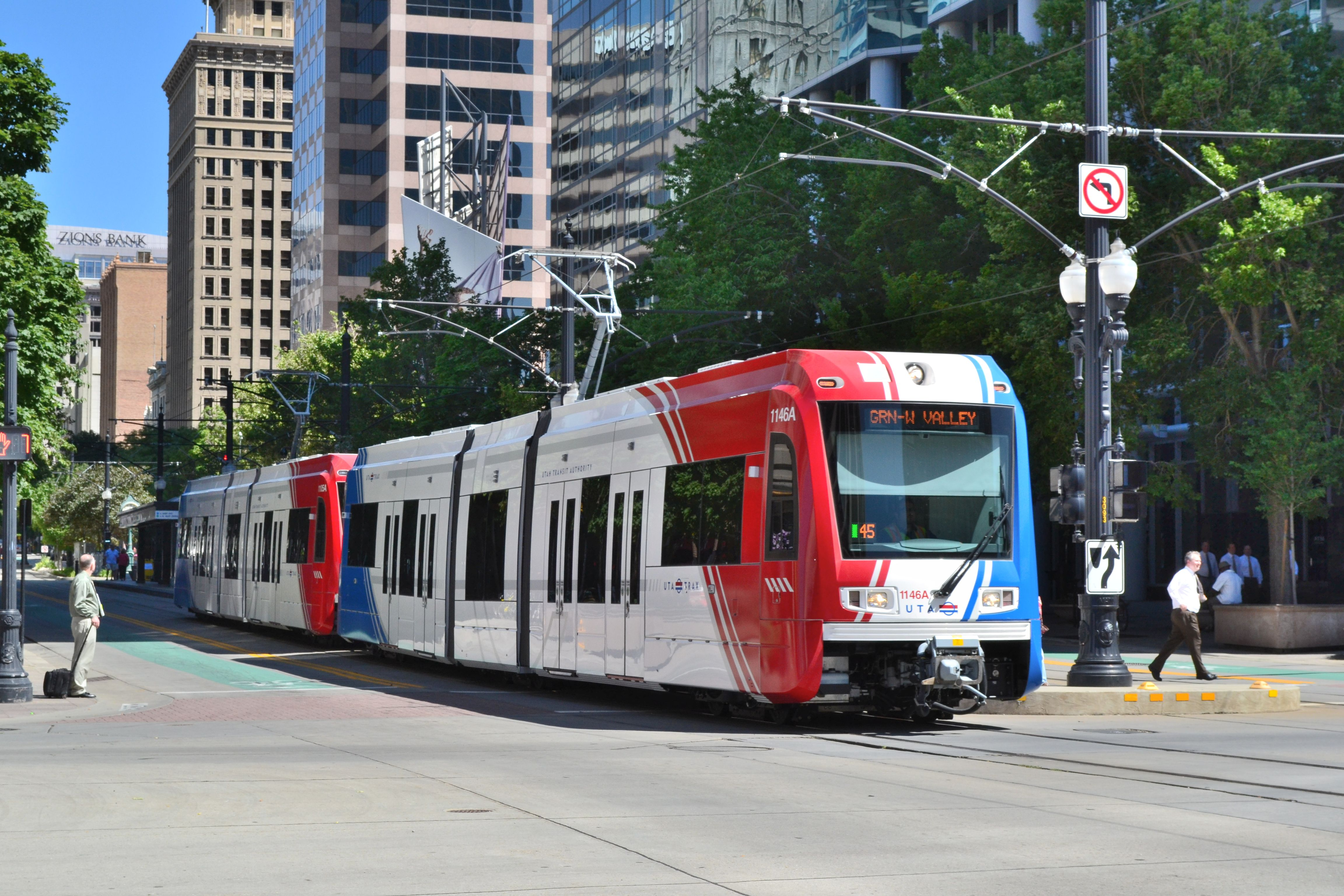
유타교통국의 TRAX는 미국에서 매우 빨리 성장하고 있는 라이트 레일 시스템 중 하나다.

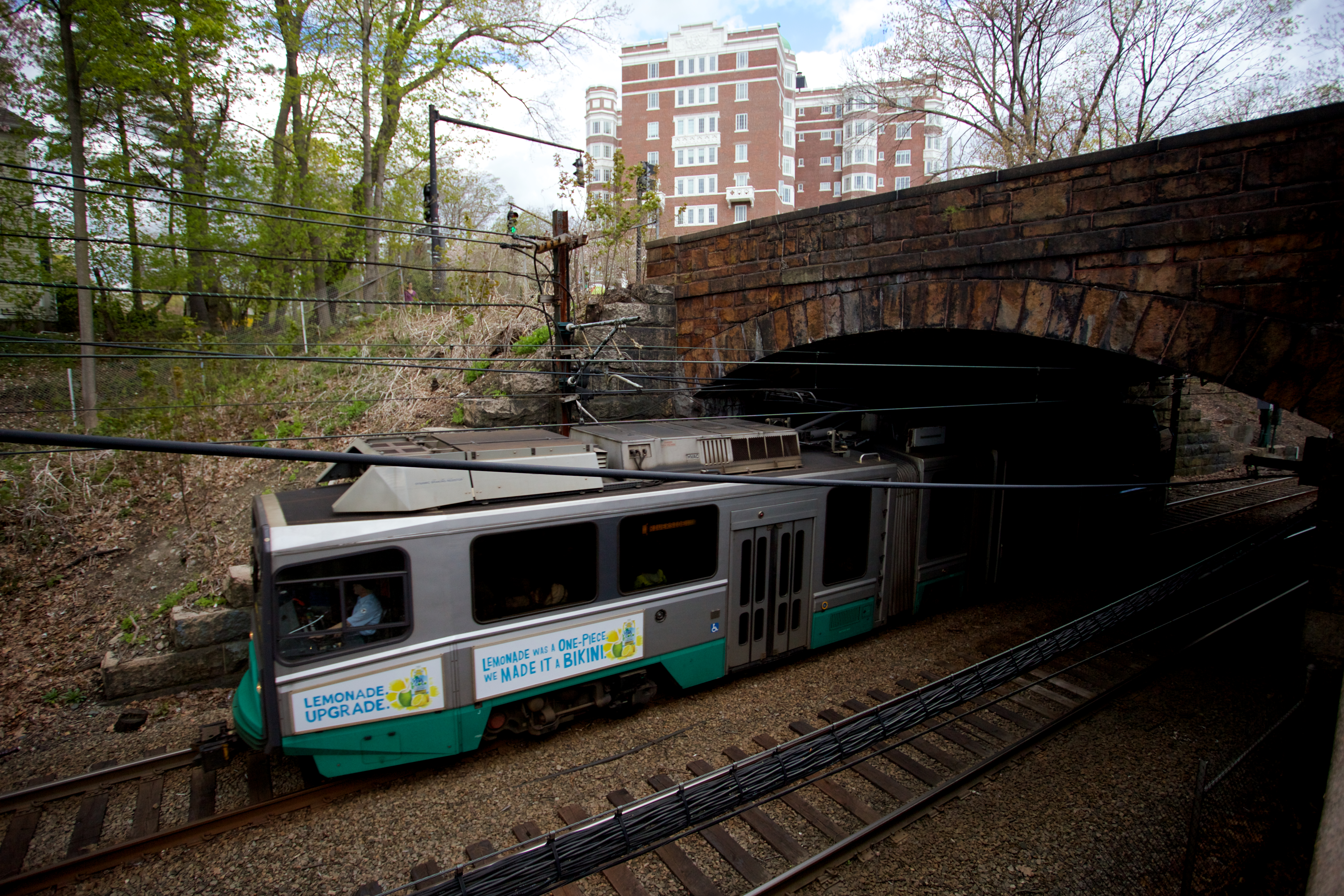
하루에 거의 25만명이 이용하고 있는 보스턴의 MBTA 그린 라인은 미국에서 두번 째로 가장 붐비는 라이트 레일 시스템이다.

라이트 레일(Light rail), 줄여서 LRT(Light Rail Transit)는 노면전차(트램) 기술에 기반한 철도 차량에 중전철(지하철)의 특징을 일부 갖는 도시철도의 한 종류이다. 열차는 일반적인 노면전차의 모습에 가깝지만, 더 큰 수송력과 더 빠른 속도를 가지며, 대개 도로교통과의 분리(전용차선, 전용선로 등)를 통해 전용 통행권을 갖고 운행되는 차이가 있다. 많은 도시에서 라이트 레일 시스템들은 일반적인 중전철(지하철)이나 중형철도수송시스템에 더 비슷해지기도 한다.
확립된 표준적인 정의는 없지만, 미국에서 (1970년대에 공학 용어 light railway에서 창안한 용어로), 라이트 레일은 주로 전용통행로(전용차로, 전용선로)을 가지고, 단독 편성 또는 복수의 병결 편성으로 구성된 노면전차가 열차로 운행되는, 중전철보다는 수송력과 속도가 낮은 도시교통수단를 의미한다.

일부 라이트 레일 교통체계는 일반적인 지하철 및 중형철도수송시스템과 같은 도시철도 교통체계, 나아가 광역철도 같은 도시-교외철도 교통체계와 유사한 특징을 갖는 경향이 있다. 이렇게 중전철 같은 라이트 레일 시스템 중 일부는 라이트 메트로(Light Metro)로 불리기도 한다. 다른 라이트 레일 교통체계은 노면전차 같은 성질을 지니며, 부분적으로 도로에서 운행된다. 라이트 레일 시스템은 전세계 사람이 거주하는 모든 대륙에서 발견된다. 라이트레일은 중전철에 비해 낮은 운영비용과 높아진 신뢰성으로 최근에 특히 인기를 얻고 있다.

## 역사

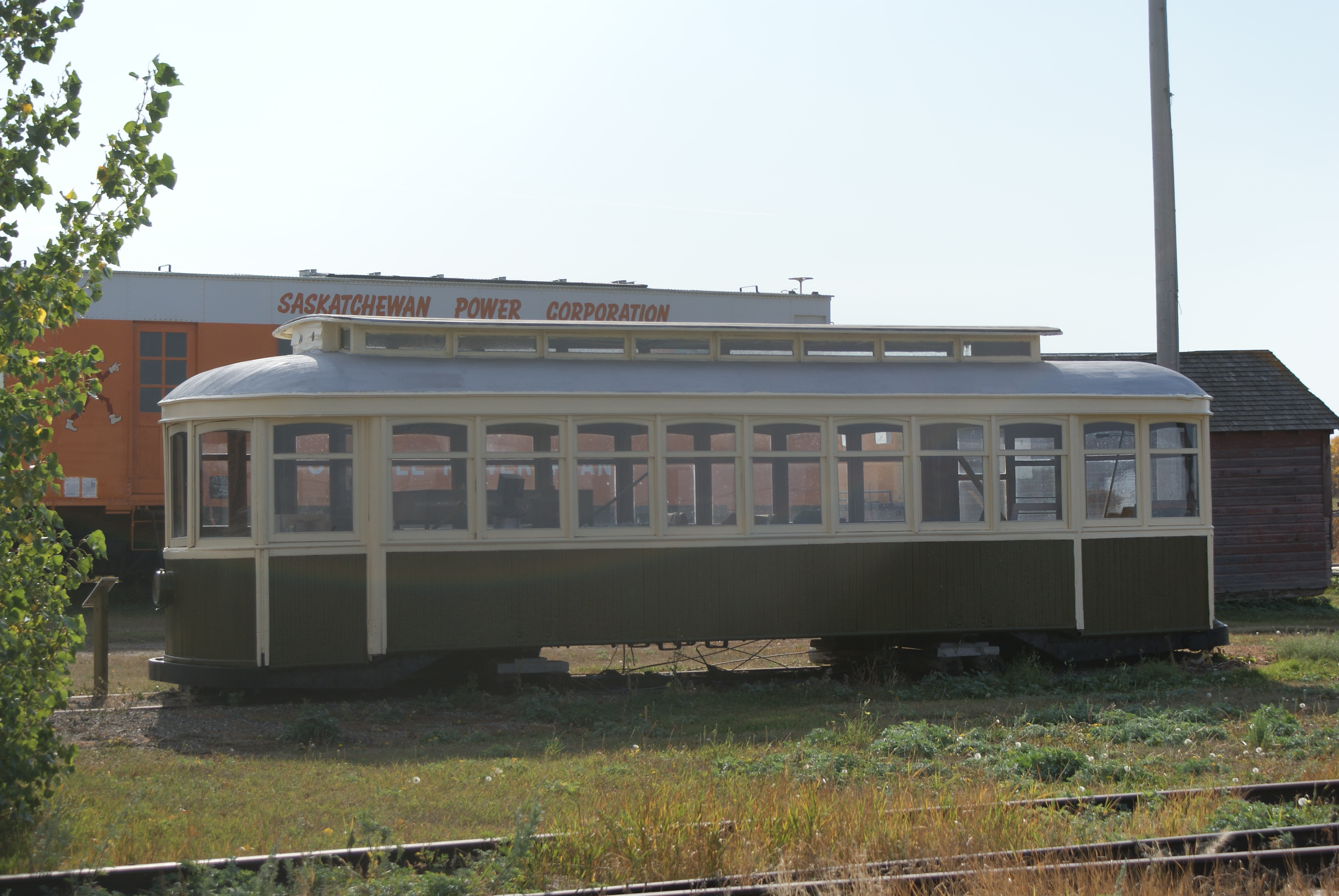
온타리오의 프레스턴 차량 회사 (Preston Car Company)가 제작한 노면전차

### 2차대전 이후
영국과 미국 그리고 그 밖의 지역의 많은 일반적인 노면전차는 1950년대에 시작된 자동차인구 증가로 인해 퇴역하기 시작한다. 영국에서는 1962년 글래스고 공사 노면전차(Glasgow Corporation Tramways)의 폐지로(유럽에서 가장 큰 트램 운영사 중 하나였다) 블랙풀 노면전차를 제외한 모든 노면전차 노선이 폐지됐다.

### 부활
현대에도 몇몇 전통적인 개념의 노면전차 노선이 존재하지만, "라이트 레일"이라는 용어는 이와는 다른 유형의 철도 시스템을 구분하기 위해 생겼다. 현대적인 라이트 레일 기술은 주로 서독에서 시작되었다. 그 이전에도 보잉 버톨(Boeing Vertol)사가 신형 미국식 라이트 레일 차량을 소개하려는 시도를 했지만, 기술적인 실패로 끝났다. 2차 세계대전 이후 독일은 많은 노면전차망을 유지하고 있었고, 이를 현대적인 라이트 레일 모델(슈타트반(Stadtbahnen))로 진화시켰다. 함부르크를 제외하면, 독일의 모든 대도시 및 중규모 도시는 라이트 레일망을 유지해나가고 있다.
라이트 레일의 기본 개념은 1962년에 H.딘 퀸비 (H. Dean Quinby)가 계간 교통(Traffic Quarterly)에 발표한 논문 "주요 도시간선시설에 관한 새로운 개념 (Major Urban Corridor Facilities: A New Concept)"에서 제안되었다. 퀸비는 이 새로운 개념의 철도 교통수단과 통상적인 노면전차를 이렇게 구분했다.
- 더 많은 승객을 수송하기 위한 수송능력이 있을 것.
- 일반적인 철도의 열차같이, 한 개 이상의 차량이 연결되어 있을 것.
- 공간활용도를 최대화하기 위해 더 많은 출입문이 있을 것.
- 더 빠르고 더 조용하게 운행할 것.

LRT(light rail transit)이라는 용어는 1972년 북아메리카에서 이 신개념 철도수송수단을 지칭하기 위해 등장했다.
북아메리카 최초의 라이트 레일 운행은 1978년 캐나다 앨버타 주의 에드먼턴시에서 시작되었다. 독일의 en:Siemens-Duewag U2 차량을 채용하였고, 3년뒤 앨버타 주 캘거리시와 미국 캘리포니아주 샌디에이고가 뒤를 이었다. 비록 캐나다는 라이트 레일을 건설할만큼 큰 도시가 별로 없었지만 이 대중교통수단 개념은 크게 인기를 끌었고, 미국에서는 현재 최소 30개 이상의 라이트 레일 시스템이 존재하고 있다.(참고:en:list of United States light rail systems by ridership)
영국은 1980년대부터 운행이 중지된 지역 철도를 라이트 레일로 교체하는 작업이 시작되었다. 타인 위어 메트로를 시작으로, 그 뒤를 이어 런던 도클랜즈 라이트 레일웨이 (DLR)가 라이트 레일로 교체되었다. 비록 1896년 영국 라이트 레일웨이 법(Light Railways Act 1896)에서 유래된 옛날 용어인 라이트 레일웨이(Light railway)가 사용됐지만, 도클랜즈 라이트 레일웨이에 사용된 기술은 북아메리카에서 라이트 레일 로 여겨지는 최첨단 기술이다. 영국에서의 라이트 레일 유행은 1992년 맨체스터 메트로링크의 성공으로 잘 정착되었다.

## 정의

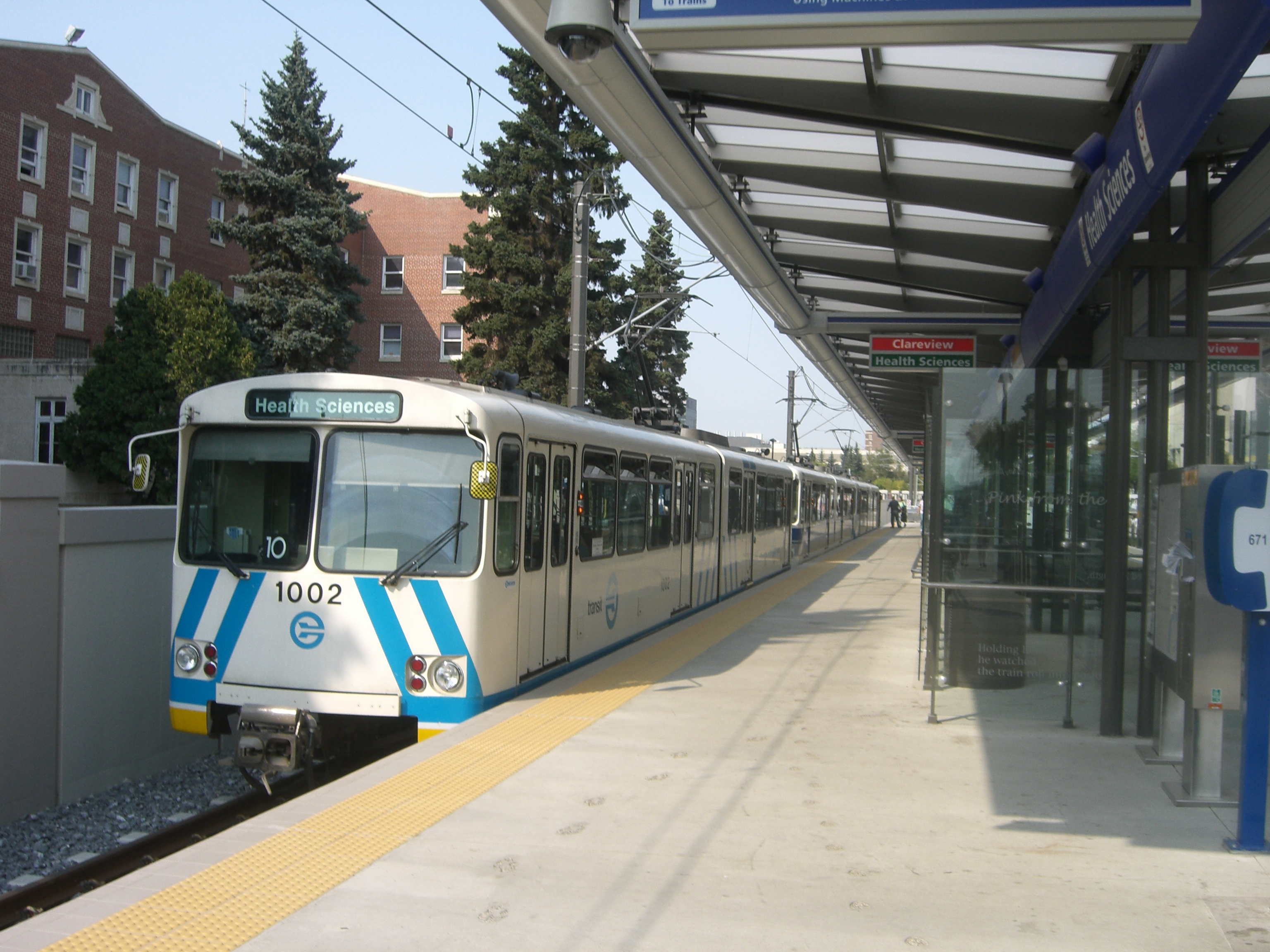
캐나다 에드먼턴의 애드먼턴 LRT. 북아메리카 최초의 현대적 LRT노선이다.

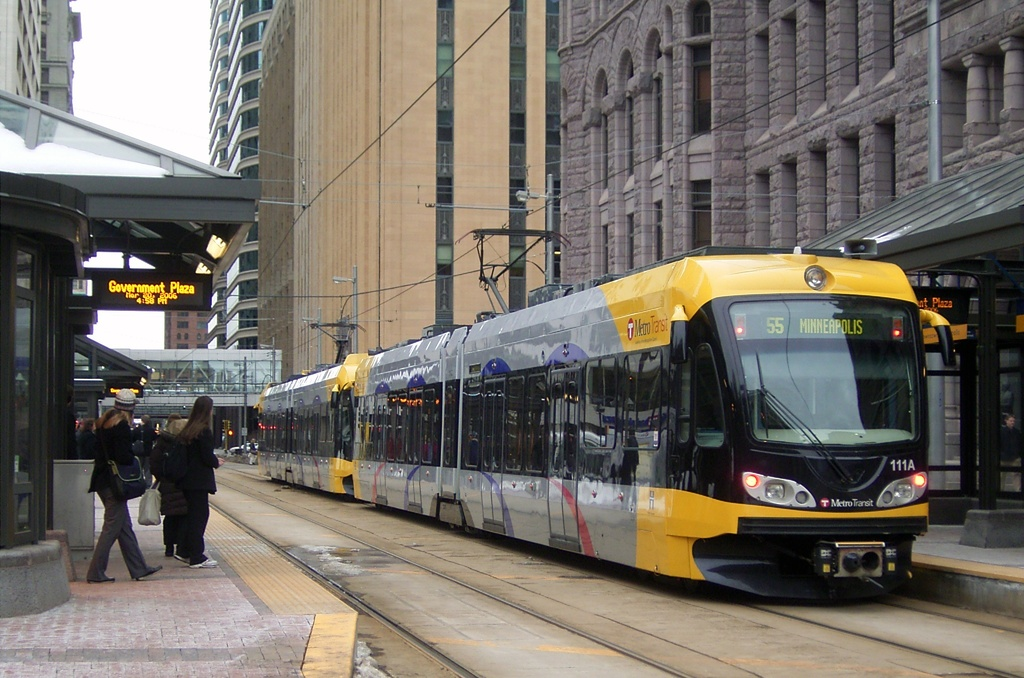
미국 미네소타주 미니애폴리스 메트로의 라이트 레일인 블루라인(Blue line)

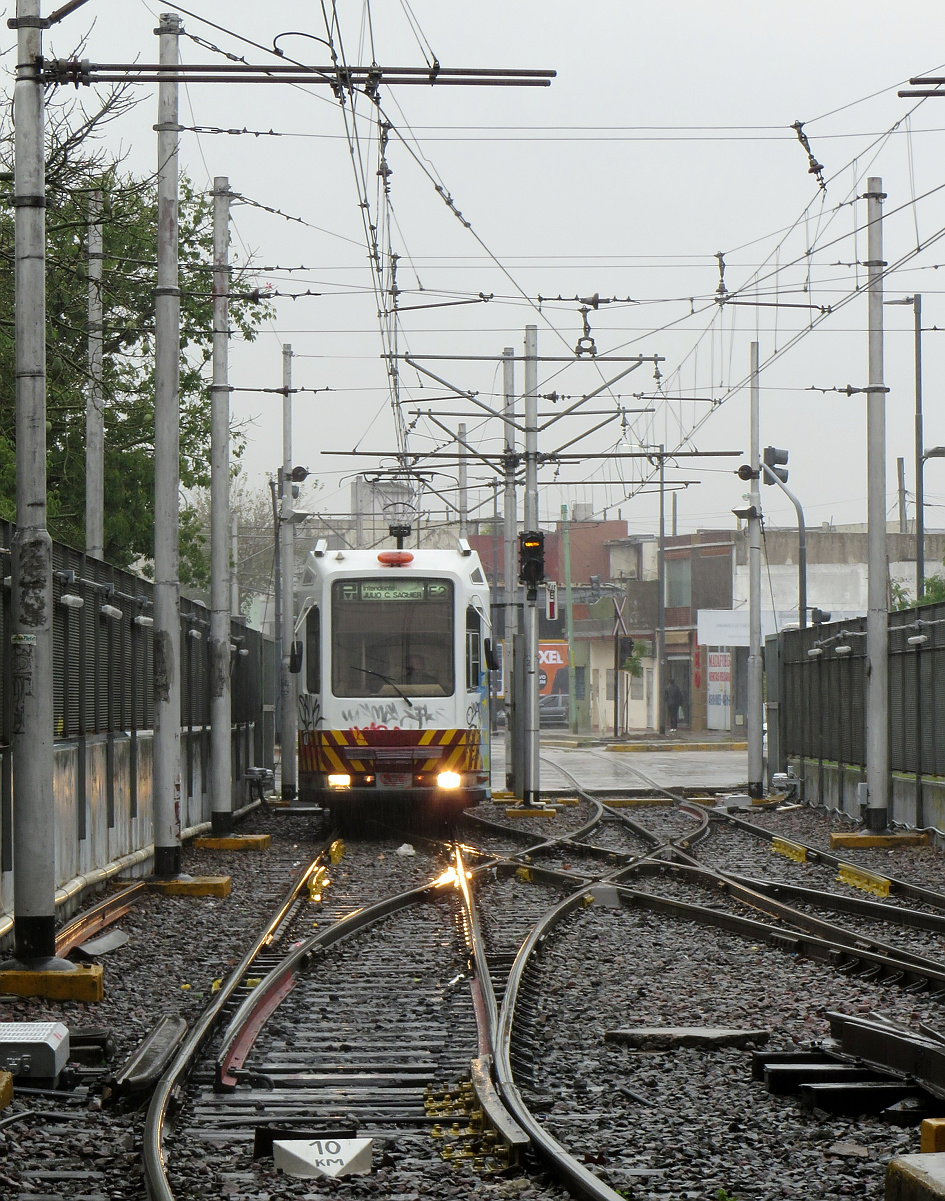
1987년 건설된 부에노스 아이레스 프리메트로(Premetro)

라이트 레일이라는 용어는 1972년에 미국의 UMTA에서 유럽과 미국에서 일어나고 있는 노면전차의 새로운 변화를 묘사하기 위해 제정되었다. 독일에서는 독일어: Stadtbahn→도시철도이라는 용어가 이 개념을 뜻하는 용어로 사용되었고, UMTA는 이 단어를 영어로 해석한 City rail을 사용하려고 했으나, 최종적으로는 Light rail이라는 용어를 선정하였다. 여기서 '라이트'(Light→가벼운)의 의미는 "가벼운 수송량과 고속성"이라는 의미로 사용되었다. 시설투자비용 또한 일반적으로 종래의 중전철 시스템보다 저렴해 부담이 가볍다는 의미에서 '라이트'라고 하기도 한다.
1977년 미국 교통연구위원회(Transportation Research Board, 또는 교통시스템센터)에서는 "라이트레일"을 "대부분의 통행권을 갖지만 반드시 입체분리되어있지는 않은 통행권을 갖는 도시교통의 한 유형. 전력으로 추진되는 궤도 차량이 단독으로 혹은 열차로 운행된다. LRT는 넓은 범위의 적당한 비용으로 승객수송량과 승객수송능력을 공급한다." 라고 정의한다.
미국 대중교통협회(American Public Transportation Association; APTA)에서는 라이트 레일을 다음과 같이 정의한다.
...1량 혹은 보통 2~3량 이상의 여객용 열차가 고정된 철로에서, 노선의 일부 또는 대부분이 대체로 다른 교통에서 분리된 통행권을 갖고 운행되는 교통수단의 한 종류.(노면전차 혹은 전차라고도 불린다.) 라이트 레일 차량은 일반적으로 가공전차선에서 트롤리 폴이나 팬터그래프를 통해 공급되는 전력으로 구동되고, 기관사가 탑승하여 운행한다. 또한 승하차를 위한 고상승강장이나 저상승강장(발판을 사용한다)이 갖춰질 수 있다."
그러나, 일부는 디젤 동력을 사용하는 교통체계를 라이트 레일로 설계하기도 한다. 캐나다 오타와의 트릴리움 선(Trillium Line), 미국 뉴저지주의 리버 선(River line), 캘리포니아주의 스프린터(Sprinter) 선이 디젤동차를 사용해 운행되는 라이트 레일이다.

### 영어에서의 용어혼동 문제
'라이트 레일'은 영국식 영어 단어인 light railway와 비슷한데, 이 단어는 일반철도보다 덜 엄격한 규제에서 철도를 운영하기 위해 경량화된 장비로 저속으로 본선을 운행하는 철도와 구분하기 위해 오랫동안 사용되었다. 'Light rail'은 이런 종류의 철도 시스템들도 포함하는 포괄적인 '국제적 통용 영어(International English)'단어로, 영어권에 따라서는 이와 매우 비슷한 의미일 수도, 다른 의미를 나타낼 수도 있다.
노면전차계 교통수단을 뜻하는 포괄적인 용어로써 Light rail을 사용하면 영국과 미국영어 용어 사이에 존재하는 의미의 차이로 생기는 심각한 문제를 피할 수 있다. Tram이라는 단어를 예로 들면, 영국과 대다수 영연방 국가에서는 '노면전차'를 뜻하지만, 미국에서 노면전차는 streetcar라고 하며, 북아메리카에서 Tram은 케이블카를 지칭하거나 디즈니랜드 유원지의 무궤도 열차(Trackless train)를 지칭하는데 쓰고 있다. (케이블카는 영국영어 단어에서 삭도를 뜻하는 단어로, 미국에서 케이블카(Cable car)는 일반적으로 지하에 설치된 케이블에 의해 견인되는 지상철도 열차를 의미한다.) 또, 미국에서 'Trolley'는 노면전차를 뜻하지만, 영국 등지에서는 수레, 그 중에서도 특히 쇼핑 카트라는 의미의 단어이다. 많은 북아메리카 교통계획가들은 'Street car'를 오로지 도로에서 차량들과 뒤섞이는 식으로만 운행되는 재래적인 노면전차의 의미로만 사용하며, light rail은 그 대부분이 배타적인 통행권을 갖고 운행되는 좀 더 현대적인 수송수단의 의미로 사용한다.
영국영어와 미국영어 사이의 용어의미의 차이는 19세기 후반에 부상했는데, 이는 미국인들이 노면전차철도를 뜻하는 용어로 'tramway' 대신 "street railway"→거리철도를 채용하였고, 그에 따라서 노면전차차량을 'tram' 대신 "streetcar"로 불렀기 때문이다. 혹자는 그 시대에 미국영어에서 "Streetcar"라는 용어가 더 선호받게 된 이유를 미국 이민 독일인들의 영향 때문이라는 가설을 제시하는데,(산업화가 되어있던 미국 북동부에서는 영국계 이민자보다 독일인 이민자 수가 더 많았다.) 이는 독일어에서 노면철도를 뜻하는 Straßenbahn→슈트라센반, 거리철도과 단어구조가 똑같기 때문이다. 이 단어간의 의미 차이는 더 커지는데, 영국이 2차세계대전 후 블랙풀을 제외하고는 모든 노면전차를 폐선한 반면, 북아메리카에서는 8개 주요도시(토론토, 보스턴, 필라델피아, 샌프란시스코, 피츠버그, 뉴어크, 클리블랜드, 뉴올리언스)가 계속해서 Streetcar를 운영했기 때문이다.이들 도시가 신기술을 도입해 노면전차를 개량할 때, 기존의 streetcar와 구별하기 위해 light rail이라고 불렀는데, 이는 일부 도시에서는 기존의 노면전차 체계를 계속 운영중이었기 때문이다. 1980년대 이래로 포틀랜드에서는 3가지 종류의 철도 시스템이 모두 건설됐는데, 전용차로와 통행우선권을 가진 높은 수송력의 라이트 레일과 도로 교통과 뒤섞여 운행되는 낮은 수송력의 노면전차, 그리고 삭도(케이블카)이다.

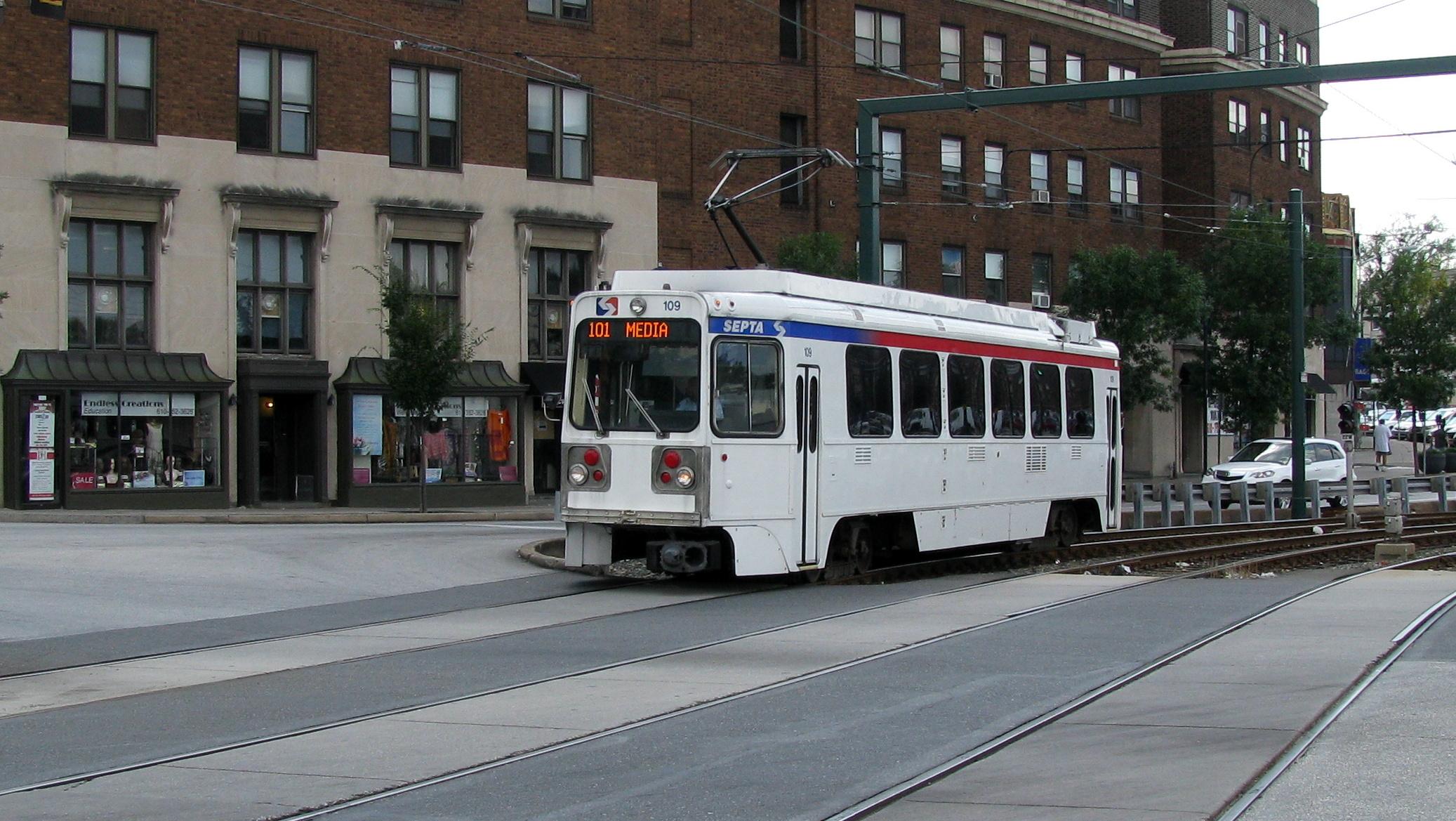
SEPTA의 101계통 노면전차가 69번가 교통센터(69th Street Transportation Center)로 향하는 모습.

반대용어인 Heavy rail(한국어: 중전철)은 높은 수송량, 고속 운송 시스템을 갖춘 철도를 의미하며, 마찬가지로 미국 영어와 영국 영어 사이에 있는 약간의 의미 불일치로 인한 불편을 피할 수 있는 단어이다. 예를 들면 런던 지하철(London Underground)과 뉴욕 지하철(New York City Subway)가 있는데, 같은 지하철 체계를 Underground와 Subway로 칭한다. 고속철도, 화물철도, 지역 및 통근객 수송철도(Regional rail)와 전철 및 지하철 같은 통상적인 철도 기술을 사용한 도시 교통 시스템은 모두 '중전철'로 분류된다. 피플 무버나 개인 고속 수송 시스템은 수송력의 측면에서 라이트레일보다 '더 경량의'(Lighter) 수송수단이다. 모노레일은 별개의 기술로, 통근객 수송 분야보다 특정한 수송서비스 분야에서 성공적으로 이용되고 있다.

### 한국어에서의 용어혼동 문제
한국어에서는 영어 Light Rail의 의미로 정확하게 사용되는 일반적인 번역어가 없다. 번역어로 경쾌전차,

경량철도(전철)를 사용하는 경우가 있으나, 일반적이지는 않으며, 다른 여러 번역어들이 혼재되어 있다. 또한 경전철과 혼동되기 쉽다.
학술적 영역이나 사전에서는 LIght Rail을 정확히 지칭하는 용어로 영어음을 한국어로 베낀 '라이트 레일'을 사용하기도 한다.
일반적으로는 노면전차, 트램 혹은 경전철이라는 용어로 라이트 레일을 지칭하는 경향이 보인다. 그러나 어느 단어도 정확하게 라이트 레일만을 의미하지는 않는다. 라이트 레일을 종종 노면을 공유하는 궤도교통수단의 측면을 강조해 사용할 경우, 전용통행권이 없는 통상적인 노면전차를 포함하는 단어인 '트램'이나 '노면전차(路面電車)'를 사용한다. 중전철보다 낮은 비용에 작은 수송력을 가지는 측면을 강조할 경우, 그런 특성을 지니는 신교통 시스템과 피플 무버 같은 교통수단을 포괄하는 한국어 용어인 경전철이 사용되고 있다.
또한, 영어에서 LRT(Light Rail Transit)는 이 문서에서 다루는 라이트 레일을 뜻하는 단어이나, 한국어에서는 앞에서 서술한 경전철

의 의미 혹은 경전철의 영어 번역어

로 사용되고 있다. 그러나 한국어 경전철의 의미는 영어 LRT의 범주에는 포함되지 않는 모노레일, 자기부상식 열차, 궤도버스 등을 포괄하는 의미이며, 이는 영어의 Medium-capacity rail system(MCS)(한국어: 중형철도수송시스템)의 의미에 가깝다. 즉, 경전철의 번역어로, 영어의 의미는 다른 LRT (Light Rail Transit) 또는 Light rail을 사용하고 있는 것으로, 혼동하기 쉽다.
한편, LRT의 용어상의 혼동은 한국에서만 일어나는 것은 아니다. 인도
나 동남아시아 지역에서도 LRT를 중형철도수송시스템, 즉 경전철에 가까운 의미로 사용하는 사례가 발견된다. 대표적인 사례는 싱가포르 LRT이다.
또한 Light Rapid Transit의 약자로 LRT를 사용하는 경우가 있다. 이는 중형철도수송시스템에 가까운 의미를 갖는 다른 단어이나, 일반적으로 영어권에서 LRT는 Light Rail Transit의 의미로 사용되므로 라이트 레일과 혼동되기 쉽다.
이러한 점들 때문에, 한국어에서 '라이트 레일' 용어는 취급하기 어려울 수 있다.

### 용어정리
| 용어/언어                 | 영국영어 의미                        | 미국영어 의미                             | 한국어 통용 의미 |
| ------------------------- | ------------------------------------ | ----------------------------------------- | ---------------- |
| Light Rail                | 라이트 레일                          | 라이트 레일                               | 경전철           |
| Light Rail Transit (LRT)  | 라이트 레일                          | 라이트 레일                               | 경전철           |
| Light Rapid Transit (LRT) | 중형철도수송시스템                   | 중형철도수송시스템                        | 경전철           |
| Light Metro               | 중형철도수송시스템                   | 중형철도수송시스템                        | 경전철           |
| Tram                      | 노면전차                             | 케이블카(삭도) =Aerial rift =영:Cable car | 노면전차         |
| Street car                | -                                    | 노면전차                                  | -                |
| Trolly                    | 수레 쇼핑카트                        | 노면전차                                  | -                |
| Cable car                 | 케이블카(삭도) =미:Aerial lift, Tram | 케이블(레일웨이)카                        | 케이블카(삭도)   |
| Aerial lift               | -                                    | 케이블카(삭도) =영:Cable car              | -                |

## 유형

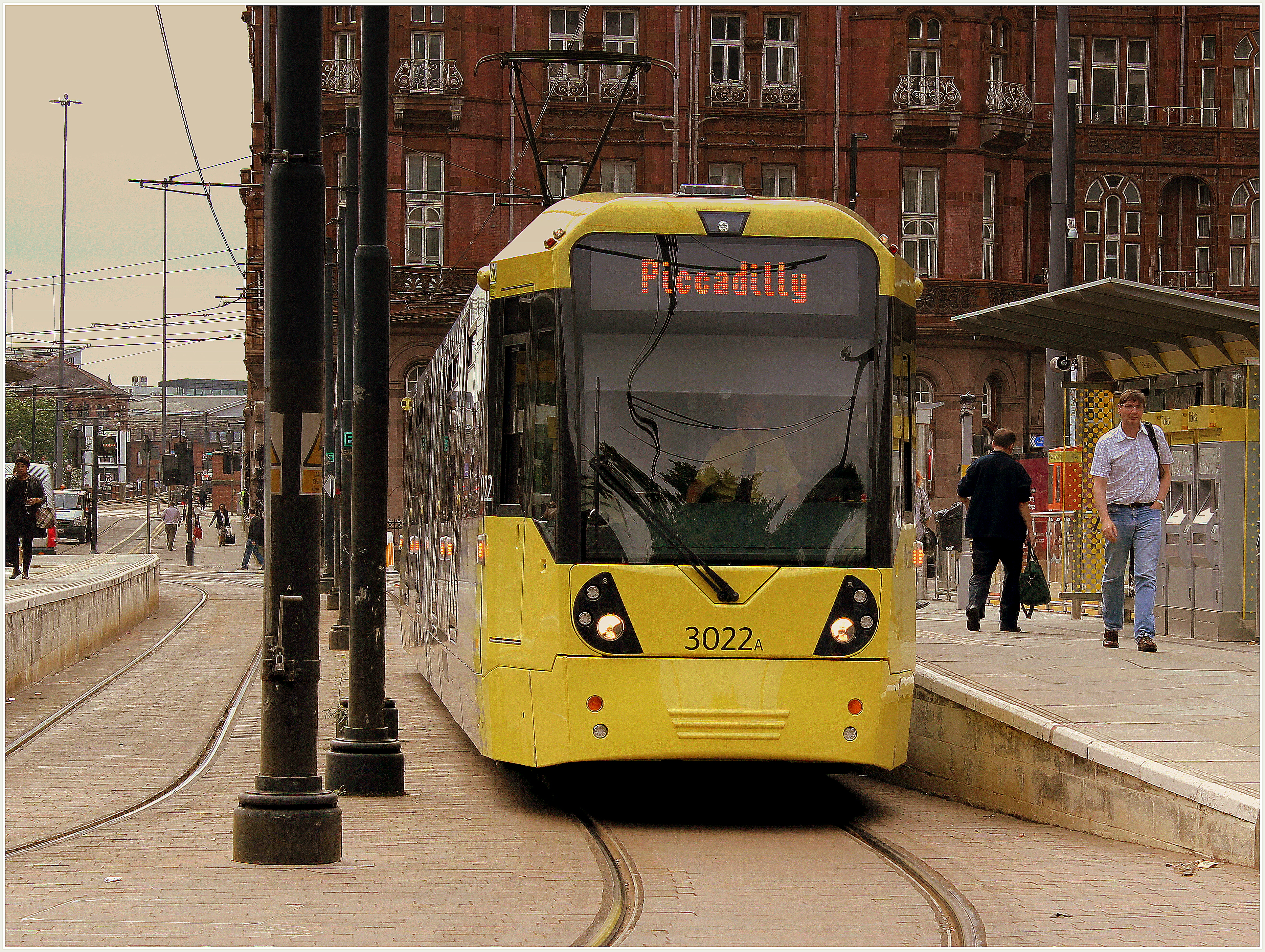
영국 맨체스터 시 중심의 메트로 링크는 대표적인 노면 라이트 레일이다.

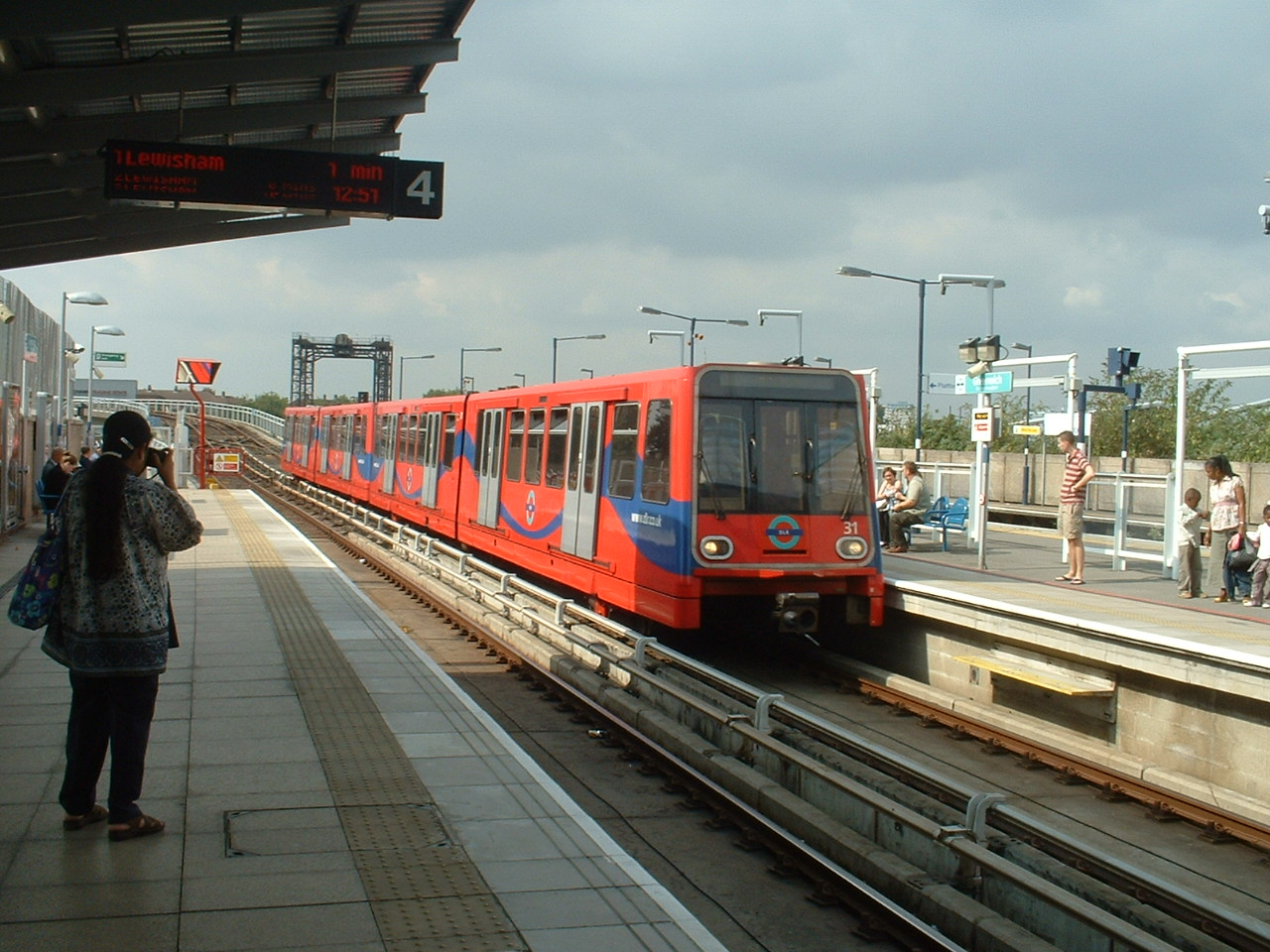
영국 런던의 도클랜즈 경전철은 도로 교통과 궤도가 분리되어 다니는 대표적인 라이트 레일이다.

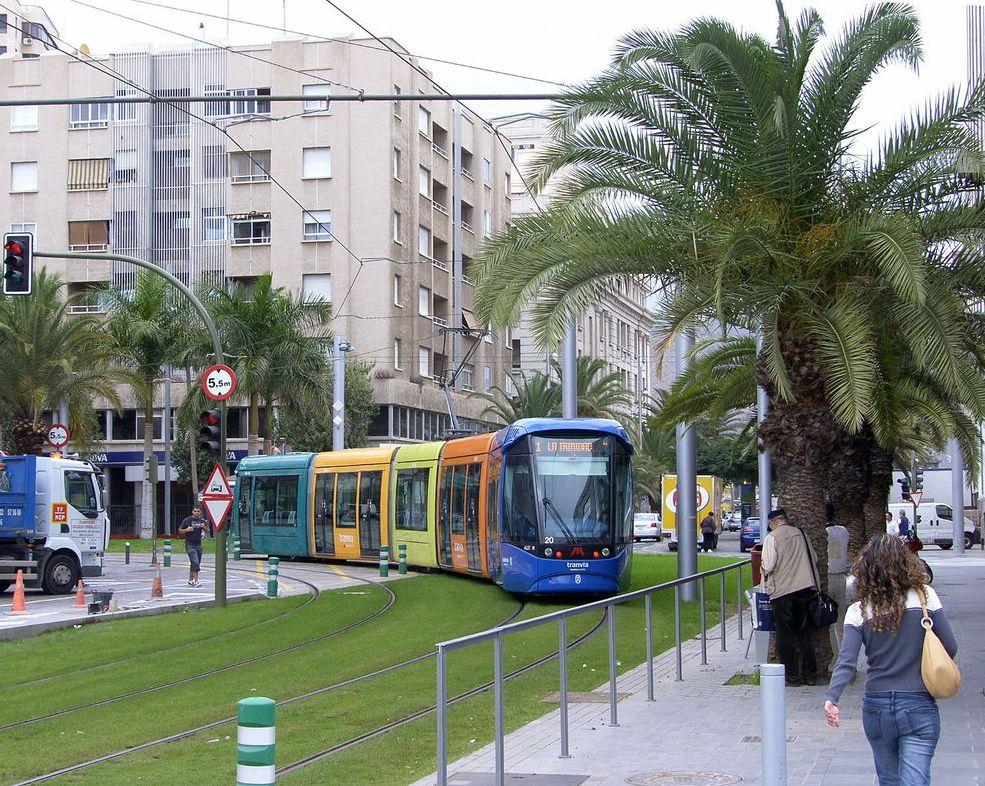
거의 대부분의 라이트 레일 시스템처럼, 테네리페 트램(스페인 테네리페)은 몇몇 구간이 노면에서 운영되지만 도로교통과는 분리되어 있다.

앞에서 다뤘듯이, 라이트 레일의 다양한 정의 때문에 라이트 레일과 도시철도나 도시-교외철도(광역철도) 같은 중전철 교통체계를 명확히 구분하기는 어렵다. 한 도시에서 라이트 레일로 부르는 교통 시스템은 다른 도시에서는 그저 일반적인 노면전차로 취급되는 경우도 있다. 정반대로, 라이트 레일로 불리는 몇몇 노선들은 도시철도와 같은 중전철 교통체계에 더 가까운 경우도 있다. 최근 몇 년 사이에는 이런 중전철 교통체계에 가까운 라이트 레일을 라이트 메트로(Light Metro)같은 새로운 용어로 부르는 경향도 나타났다. 스프린터같은 몇몇 라이트 레일 시스템은 노면전차와는 접점을 찾기 어렵고, 아예 도시철도와 같은 도심-교외지역간 여객수송을 담당하는 중전철 체계로 분류되거나 심지어는 인터시티로도 분류될 수 있을 정도이다. 미국에서 라이트 레일은 이런 다양한 기능을 가진 철도 수송 시스템을 총칭하는 용어가 되고 있다.
이런 서로 다른 종류의 라이트 레일 시스템들 사이에는 비용 측면에서 상당한 차이가 있다. 보통 노면전차에 가까운 시스템은 지하철에 가까운 시스템보다 몇 가지 측면에서 비용이 적게 든다.

### 저규격 라이트 레일
가장 구분짓기 어려운 것은 라이트 레일과 통상적인 트램(노면전차) 시스템이다. 두 시스템에서 사용되는 기술은 상당히 많은 부분이 겹치며, 한 시스템에서 쓰이는 차종은 대부분 다른 한 시스템에서도 사용가능하다. 이 때문에 통상적인 트램을 다른 종류의 교통수단으로 구분하기보다는 아예 라이트 레일의 하위범주에 넣는 경우도 흔하다. 이 범주의 라이트 레일에는 일반적으로 두 종류가 있다.
1. 통상적인 노면 전차 타입. 선로와 열차가 도로를 주행하며, 교통분리 없이 공간을 도로교통과 공유한다. 정차가 매우 빈번하나, 라이트 레일용 정차장 또는 역을 건설하는데 적은 비용이 들어간다. 공간이 도로교통과 공유되기 때문에, 선로는 보통 도로와 시각적으로 조화되도록 건설된다.
2. 현대적 라이트 레일 타입. 열차는 일반적으로 교통분리를 통해 우선 통행권을 가지고 주행하며, 보통은 도로 교통에서 분리된다. 정차는 일반적으로 덜 빈번하며, 대개 열차 승하차는 라이트레일용 승강장에서 이뤄진다. 선로는 시각적으로 도로와 쉽게 구별되며, 몇몇 경우에는 도로 교통에서 분리시키기 위해 많은 투자를 하여 전용신호, 평면교차 시의 차단봉과 같은 시설을 도입하거나, 아예 입체교차시켜 완전히 도로 교통에서 분리시키기도 한다.

### 고규격 라이트 레일

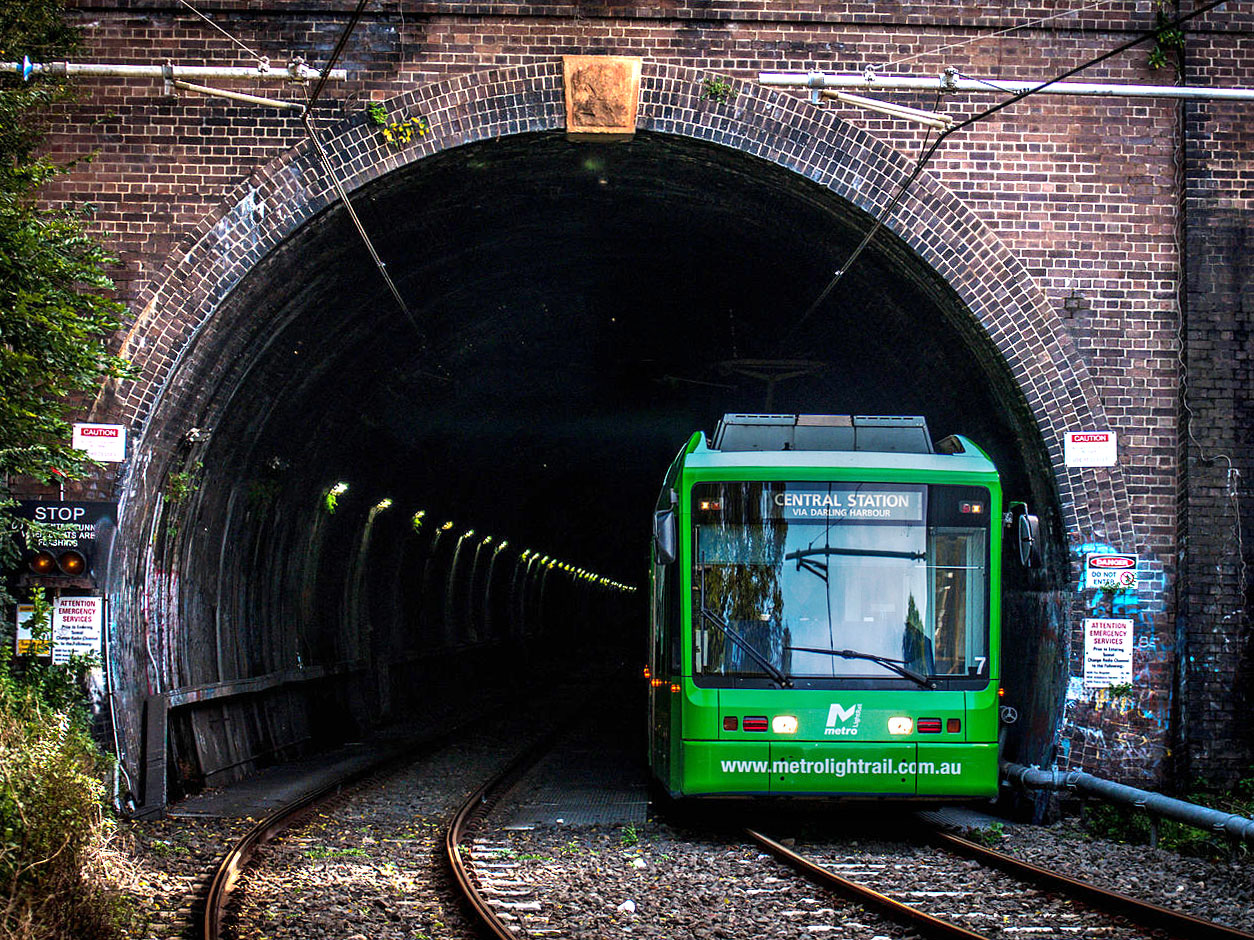
시드니의 덜위치 힐 선(Dulwich Hill Line)은 과거 중전철이었던 노선을 이용해 대부분 분리된 궤도를 운행한다.

고도의 교통분리 수준을 갖는 라이트 레일은 중전철 시스템과 구분하기 어려울 수 있다. 고규격 라이트 레일은 고성능, 높은 수송력, 고품질의 수송서비스 제공을 위해 도로교통과의 분리 및 고규격의 시설 및 차량을 갖추는 특징이 있다. 일반적으로 지상 또는 고가 및 지하의 라이트레일 전용 선로나, 도로교통과 고도로 분리된 선로를 주행한다. 중전철과 비슷한 고규격의 차량과 역, 승강장 등의 시설을 갖추기도 하며, 이런 종류의 노선은 중전철과 상호직결운행을 하거나, 더 나아가 도시 간 여객 수송까지 담당하기도 한다. 이런 배경 때문에 몇몇 고규격 라이트레일은 도입 및 건설 비용이 일반적인 지하철과 유사해지기도 한다.
고규격 라이트레일의 시스템 유형에는 트램과 일반여객철도를 결합시킨 트램트레인, 지하철과 라이트레일을 결합시킨 프리메트로 등이 있다. 이 종류의 라이트레일에는 보스턴의 그린라인 D 지선이나, 스프린터, 독일의 슈타트반(Stadtbahn) 등이 있다.
사람들에 따라서는 이런 종류의 라이트 레일은 라이트 레일이 아니라 중형철도수송시스템 또는 사실상의 중전철로 구분하기도 한다. 이런 경우가 런던의 도클랜즈 라이트 레일웨이인데, 비록 이름에 '라이트 레일웨이'를 사용하지만 다른 런던 지하철 체계와의 차이가 거의 없기 때문이다. 유럽과 아시아에서, '라이트 레일' 용어는 런던 지하철이나 싱가포르 지하철처럼 보통의 중전철보다 낮은 운행빈도와 짧은 열차를 사용하는 중전철을 지칭하는데 사용하는 경우가 늘고 있다. 그러나 이런 교통시스템들은 면밀히 검토하여 라이트 메트로나 피플 무버로 분류하는 것이 낫다. 예를 들어, 마닐라 LRT 1호선과 MRT 3호선은 완전히 교통분리되고 고가화된 철도임에도 대개 "라이트 레일"로 언급된다. 이런 현상은 동아시아 도시에서 매우 흔한데, 중국의 상하이, 우한, 다롄이나 인도네시아의 자카르타, 자카르타 광역권 및 팔렘방에서 고가 도시철도 노선을 "라이트 레일"로 부르고 있다. 북미에서 이런 시스템은 라이트레일로 여겨지지 않는다.

### 저규격-고규격 혼합 시스템
대다수의 라이트 레일 시스템은 저규격과 고규격이 혼합된 특징들을 갖고 있다. 실제로, 적절한 공학적 설계를 통해 라이트 레일은 거리를 지나가다가도 지하나 고가로도 운행될 수 있다. 예를 들어, 로스앤젤레스의 메트로 레일의 골드 라인은 기존의 통상적인 노면전차나 라이트 메트로, 혹은 좁은 의미의 중전철(지하철)로 볼 수 있는 구간이 존재한다. 이런 유형은 특히 미국에서 흔한데, 미국에서는 이런 다른 유형의 도시철도 시스템을 구별하는 일반적으로 합의된 인식이 없기 때문이다.
일반적인 열차가 노면전차처럼 거리를 따라 지나가는 것도 가능하다. 이 경우는 병용 궤도라고 부른다.

### 속도와 정차 빈도
영어권의 어떤 지역에서는, "라이트 레일"은 저속운행이나 정차가 잦은 짧은 거리의 궤도 노선을 뜻하기도 한다. 이것은 앞서 언급한, 영국에서 옛날에 쓰였던 light railway 개념의 유산이다. 홍콩 라이트 레일(輕鐵)이 한 예인데, 중전철인 MTR보다 낮은 규격의 시스템이라 라이트 레일이라 불린다. 샌디에이고의 스프린터는 전기동차를 사용하고 통상적인 통근 철도객을 영업대상으로 삼고 있지만, 노선의 많은 정류장 수 때문에 라이트 레일이라고 불린다.
주요 라이트 레일 시스템들의 속도와 정차시간은 아래와 같다.
| 시스템                   | 평균속도            |
| ------------------------ | ------------------- |
| 발티모어                 | 24 mph (38.62 km/h) |
| 달라스 (레드 라인)       | 21 mph (33.80 km/h) |
| 달라스 (블루 라인)       | 19 mph (30.58 km/h) |
| 덴버 (알라메다-리틀톤)   | 38 mph (61.16 km/h) |
| 덴버 (다운튼-리틀톤)     | 29 mph (46.67 km/h) |
| 로스앤젤레스 (블루 라인) | 24 mph (38.62 km/h) |
| 로스앤젤레스 (그린 라인) | 38 mph (61.16 km/h) |
| 솔트레이크 시티          | 24 mph (38.62 km/h) |

그러나, 라이트레일의 중간속력대 특징은, 다른 궤도 시스템과 라이트레일을 언제나 구분지어주는 특징은 아니다. 한 예로, 휴스턴 메트로 레일과 다른 북아메리카 LRT 시스템에서 쓰고 있는 지멘스 S70 라이트 레일 열차는 89~115km/h의 최고속력을 갖고 있는데 비해, 몬트리올 지하철의 지하철 열차는 최고속력이 72km/h이다. 로스앤젤레스 메트로의 라이트 레일 열차는 몬트리올 지하철이나 뉴욕 지하철보다 더 높은 최고 및 평균 속력을 갖고 있다. 이들 지하철과 북아메리카 LRT 시스템과의 주된 차이점은 몬트리올과 뉴욕 지하철 열차는 더 많은 승객을 수송할 수 있고 가속력이 빨라 인구가 밀집된 도심지역을 상대적으로 짧은 역간 운행시간으로 운행할 수 있다는 것이다. 대부분의 라이트 레일 시스템은 교통량이 많지 않은 인구가 덜 밀집된 도시나 교외지역을 운행하지만, 낮은 비용과 고속성은 자동차 교통과의 경쟁에서 중요한 요소로 작용할 수 있다.

### 전시스템적 고려사항들
대다수의 라이트레일 시스템은 아무리 오래된 것이라 할지라도 도로와의 병용구간과 전용궤도구간이 조합되어 이루어져 있다. 어떤 나라에서는 (특히 유럽) 오직 전용궤도구간만을 라이트 레일로 부른다. 이런 곳에서는 통행권이 혼재된 길을 주행하는 노면 전차를 라이트 레일로 보지 않고 통상적인 노면 전차로 보기도 한다. 그러나 통행권의 구분 여부를 나누는 기준은 매우 낮을 수 있는데, 단순히 콘크리트 요철을 깔아 자동차 교통이 궤도로 넘어오는 것을 망설이게 만드는 정도도 통행권이 구분된 것으로 보는 경우도 있다. 시애틀 링크와 같은 일부 시스템은 통행권이 혼재되어있지만 도로교통과는 차단되어 있는 예인데, 라이트 레일 열차와 통상적인 버스가 전용통행권을 나눠가지고 운행한다.
뉴욕시의 에어트레인 JFK나 런던의 도클랜즈 라이트 레일, 그리고 쿠알라룸푸르의 켈레나 자야 선(Kelena Jaya Line)과 같은 일부 시스템은 무인운전으로 운영하고 있다. 밴쿠버의 스카이 트레인(SkyTrain)은 무인운전 차량을 조기에 채용한 데에 비해, 토론토의 스카버러 래피드 트랜짓(Scarborough rapid transit)은 밴쿠버와 똑같은 차량을 운영하지만 유인운전으로 운영한다. 대부분의 라이트레일 논의 및 비교에서, 이런 특별한 시스템은 라이트 레일의 일부로써 고려되지는 않는다.

## 궤간
역사적으로, 라이트 레일의 궤간은 여러 종류가 있었으며, 협궤는 초기 라이트 레일 시스템에서 일반적이었다. 그러나 대부분의 현대 라이트 레일 시스템들은 표준궤를 채용하고 있다. 구식의 표준궤 차량들은 협궤 차량만큼 급곡선을 주행하기 어려웠으나, 현대의 라이트 레일 시스템은 연접대차의 사용으로 더 급한 곡선반경도 주행할 수 있게 됐다. 표준궤 사용의 중요한 장점은 일반적으로 쓰이는 표준궤 유지보수 장비를 사용할 수 있다는 것으로, 협궤용 유지보수장비를 주문제작할 필요가 없어진다. 또한 차량이 표준궤를 사용하는 다른 철도로 이동이 가능하며, 편리하게 화물철도와 같은 기존의 철도 노선을 사용할 수 있다. 표준궤 사용이 선호되는 또 다른 요소는 접근성으로, 장애인 접근성 법률로 저상트램을 의무화한 나라 혹은 지역이 있는데, 일반적으로 협궤 차량 설계로는 휠체어가 차량 사이를 이동할 수 있는 공간이 충분하지 않기 때문이다. 더욱이, 표준궤 차량은 표준궤를 사용하는 다른 철도 네트워크와 영구적 또는 일시적으로 차량을 교환할 수 있으며, 많은 회사들이 표준궤를 채용하기 때문에 신형이든 중고차량이든 표준궤 차량이 더 저렴하게 구매가능한 경향이 있다.

## 수송능력

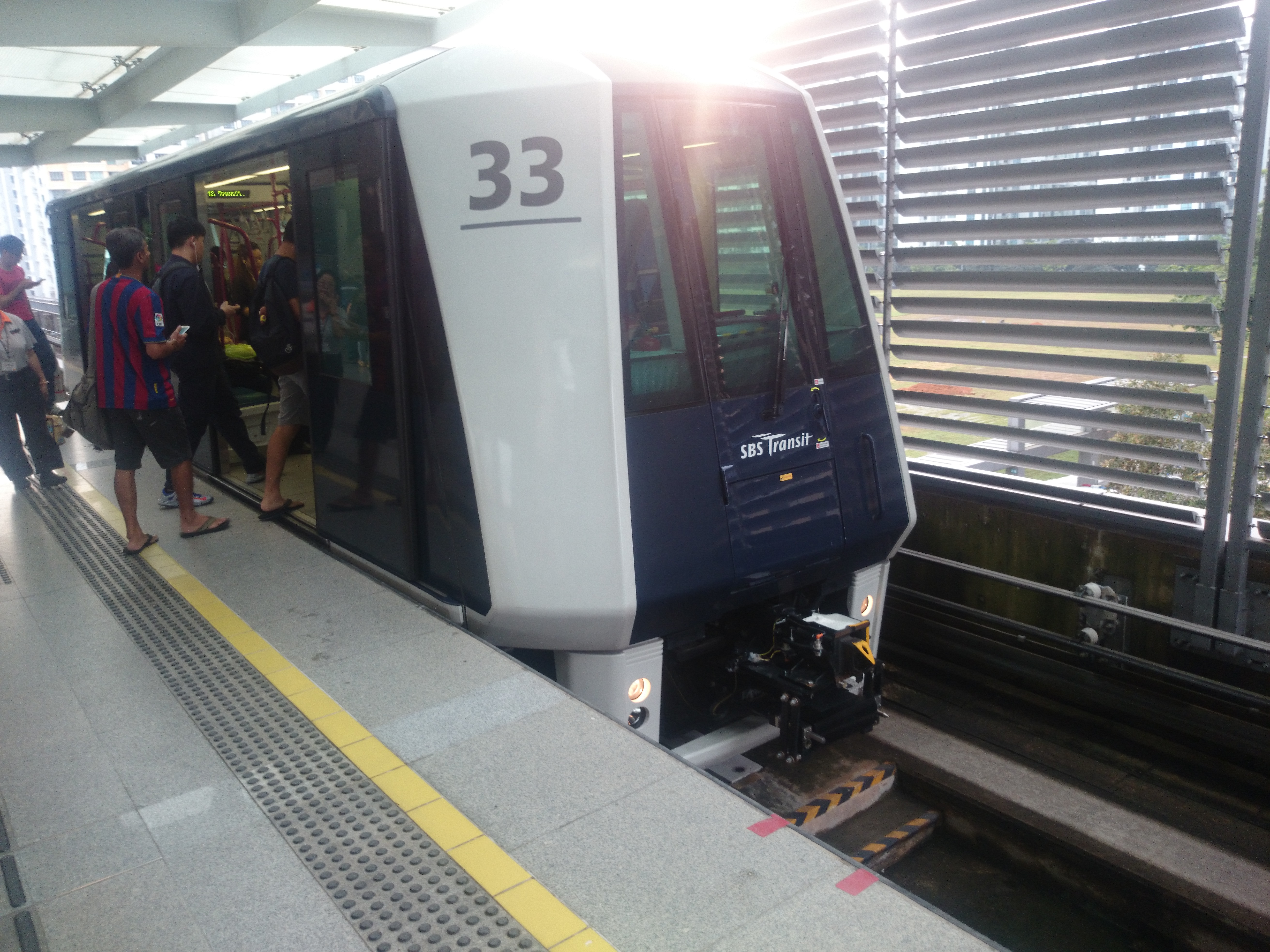
승객 탑승 대기 중인 크리스탈 무버 LRT 열차

### 에너지 효율
라이트 레일의 에너지 효율은 120승객 마일 당 미국갤런의 연료 (혹은 그 정도)지만, 상황에 따라 크게 바뀔 수 있다.

### 대용량 도로와의 비교
한 개의 라이트 레일 노선은(7.6m의 차로공간이 요구된다) 이론상 피크시간대 기준, 3.7m짜리 고속도로 한 개 차선(버스교통량을 제외)보다 최대 8배까지의 수송용량을 갖고 있다. 도로에는 교통공학에 의해 결정되는 최대 용량 한계가 있다.  도로는 차선 별 시간당 약 2,000대의 차량 (차간시격은 약 2 초 정도.)을 초과하면 대개 교통흐름이 혼란스러워지고 속도가 급격히 떨어진다.(이른바 교통 체증) 대부분의 통근객 또는 출장객은 혼자서 이동하기 때문에, 하루 중 수요가 몰리는 러시 아워 시간대에 통근로로 사용되는 주요 도로의 평균 차량당 승객 점유율은 1.5명에 불과하다는 연구결과가 있다. 이러한 요인들이 결합되어, 자동차 통근객만을 수송하는 도로의 관측상 최대 수송용량은 차선 당 시간당 약 3,000명 정도로 제한된다. 이런 문제는 다인승차량전용차선로와 카풀 프로그램을 도입함으로써 완화 될 수 있지만, 대부분의 경우 채택된 해결책은 도로에 차선을 더 추가하는 것이었다.
반면, 라이트 레일 차량은 열차로 운영되기 때문에 이론적으로 시간 당 2만명까지의 승객을 더 낮은 통행우선권 수준으로도 수송할 수 있는데, 복선철도를 놓기 위한 두 개 차선 정도면 충분하다. 라이트 레일은 종종 이미 존재하는 도시의 거리나 공원을 따라 주행하거나 도로 중앙에 놓여질 수 있다.  거리를 주행하는 경우, 열차는 보통 도시 블록 길이 정도인 4량(한 량당 180명을 실어날을 수 있는 차량 기준. 총 720명) 정도로 제한된다.  전용 교통 신호 시스템을 사용하여 운전시격 2분으로 운용할 경우, 잘 설계된 복선 라이트 레일 시스템은 선로별 시간당 최대 30대의 열차가 다닐 수 있으며 각 방향별로 시간 당 20,000명이 넘는 최대수송능력을 낼 수 있다.  이동식 폐색신호 시스템과 도로교통과 분리된 전용통행권을 갖는 고급 시스템은 선로별 시간당 25,000명 이상의 승객을 수송 할 수 있다.>

### 현실적인 고려사항
미국에서 대부분의 라이트 레일 시스템은 시스템 자체의 수송능력보다는 수송수요로 인해 능력이 제한되고 있다. (대체로 대부분의 미국 LRT 시스템들은 방향별 시간당 승객수 4,000명 보다 적은 수의 승객만을 실어 나르고 있다.) 그러나 보스턴과 샌프란시스코의 라이트 레일 노선은 러시 아워 동안 각각 9,600명 및 13,100명의 선로별 시간당 승객 수를 수송하고 있다. 북아메리카 다른 곳에서는, 캘거리 C-트레인과 몬터레이 메트로가 보스턴과 샌프란시스코보다 더 많은 라이트 레일 승객 수를 가지고 있다. 북아메리카 밖의 시스템은 종종 더 많은 승객 수를 갖는다. 마닐라 라이트 레일 트랜짓 시스템은 가장 높은 수송능력을 갖고있는 라이트 레일 중 하나로, 몇 차례 확장을 통해 40,000명의 방향별 시간당 승객 수를 처리할 수 있게 개량됐으며, 1호선의 경우 하루에 582,989명의 방향별 시간당 승객 수를 나르고 있다.이 승객 수송실적은 각각 1,350명을 실을 수 있는 4량 편성의 열차를 최대 시간당 30편성의 빈도로 운행함으로써 달성하였다. 그러나, 마닐라 라이트 레일은 완전히 입체분리화되어 있으며, 그 결과 라이트 레일 시스템보다는 중전철 시스템의 운영 특징을 더 많이 갖고 있다. 열차당 1,350명의 수송능력은 라이트 레일보다는 중전철에 더 가깝다.
BRT 시스템은 전용차선을 가지고 방향별 시간당 승객수 3,600명의 이론적인 수송능력을 낼 수 있다 (방향당 버스 30대, 굴절버스 운용 기준으로 승객 수 120명). 높은 수송능력이 요구되지 않는다면, BRT는 LRT의 대안이 될 수 있다. 버스를 사용하면 자가용만 다녔을 때보다 도로의 통근객 수송력을 더 높일 수 있다. 방향별 시간당 30대의 버스 배차가 가능하려면 반드시 버스 우선 신호와 전용차로를 갖추어야 한다. 버스는 철도차량이 하는 것보다 더 가깝게 다른 버스에 접근해 운행될 수 있는데, 버스의 브레이크 성능이 더 우수하기 때문이다. 그러나 각각의 버스 차량은 한 명의 운전사를 필요로 한 반면, 라이트 레일 열차는 한 열차에 더 많은 수송능력을 지닌 3~4대의 차량을 한 운전수의 통제 아래 두거나 아예 운전수가 없는 완전자동시스템을 갖출 수 있으므로, 교통량이 많은 BRT 시스템은 LRT 시스템에 비해 인건비가 더 많이 든다.
차선당 시간당 최대 승객 수송량은 어떤 종류의 차량을 도로에 쓸 수 있느냐에 따라 달라진다. 일반적으로 도로는 차선별 시간당 여객차량 수(passenger cars per lane per hour, pcplph) 1,900대의 수송량을 갖고 있다. 오직 승용차만 다닌다면 수송량은 더 줄어들고 교통량이 더 많아져도 늘어나지 않을 것이다.
만약 이 도로에 버스가 운행될 경우, 차선의 수송량은 늘어나고 교통량이 늘어남에 따라 수송량도 높아질 것이다. 그리고 라이트 레일의 수송량이 버스보다 더 높으므로, 승용차와 라이트 레일이 결합하면 더 많은 수송량을 낼 수 있다. 다음의 표는 최대 승객 수송량의 예시이다.
|                              | 승용차 | 승용차 + 버스 | 승용차 + 라이트 레일 |
| ---------------------------- | ------ | ------------- | -------------------- |
| 낮은 교통량                  | 900    | 1,650         | 2,250                |
| 중간 교통량                  | 900    | 2,350         | 3,250                |
| 높은 교통량                  | 900    | 3,400         | 4,600                |
| 출처: Edson & Tennyson, 2003 |        |               |                      |

## 안전
미국 교통부가 발간하는 505쪽의 미국 국가 교통 통계 백서(National Transportation Statistics report)에 나와있는 데이터 분석은, 라이트 레일의 사망율은 오토바이를 제외한 다른 모든 종류의 교통 수단보다 높다는 것을 보여준다. (1억 마일당 31.5명 사망-미터법 환산 1억km당 약 19.57명)
그러나, 동 자료에서는 다음과 같이 밝힌다. "다른 교통수단과의 사망율 비교는 반드시 주의해야 한다. 교통수단마다 상당히 다른 정의가 사용되기 때문이다. 특히, 철도 교통 사망율은 교통'사건' 연관 사망율('사고'연관 사망율과는 다르다)을 포함하고 있다. 예를 들면, 역 또는 승강장에 추락한 사망자나, 작업장 화재로 사망한 철도 노동자가 있다. 항공과 고속도로에서, 이와 동일한 사망유형은(가령, 이동하는 항공기에 의해 발생하지 않은 사망자나 자동차 정비소에서 발생한 사망자 같은 것) 사망자 총계에 집계되지 않는다. 따라서 철도 교통에서는 운행중인 교통수단과 불가피하게 직접적으로 관련된 사망자가 아닌 사례도 집계되므로, 잠재적으로 이 교통수단의 위험을 과장할 가능성이 있다."

## 건설 및 운영비용
라이트 레일의 건설비용은 크게 달라지는데, 필요한 터널 및 고가 구조물의 수에 크게 좌우된다. 북아메리카 라이트레일 프로젝트 조사에 따르면, 대다수 LRT 시스템의 건설비용은 마일 당 1500만 미국달러에서 1억 미국달러 사이인 것으로 나타났다. 시애틀의 신형 라이트레일 시스템인 링크 라이트 레일은 미국에서 가장 건설비가 비싼 라이트 레일로 마일 당 179만 미국달러가 들었는데, 이는 연약지반의 장대터널 구간과 고가구간, 깊이가 180 피트 (55 m)에 이르는 고심도 지하역이 있기 때문이다. 이런 요인 때문에 라이트 레일보다는 일반적인 지하철 및 중전철 시스템에 가까운 건설비가 들었다. 이와는 반대로, 다른 4개의 라이트레일 시스템(메릴랜드주 발티모어, 뉴저지주 캠든, 캘리포니아주 새크라멘토, 유타주 솔트레이크 시티)은 마일 당 2천만 미국달러 이하의 건설비가 들었다. 시애틀을 제외하면, 미국 전체를 통틀어 신규 라이트 레일 건설비용은 평균적으로 마일 당 3500만 미국달러가 소요됐다.
도로확장과 비교를 하면, 일반 도로 확장에는 보통 양방향별 한 차선 당 마일 당 100만 미국달러에서 850만 미국달러의 건설비가 들고, 평균적으로 230만 미국달러가 든다. 그러나 도로는 교외 및 시골지역에 주로 건설되는 반면, 라이트 레일은 전용로와 부지 취득이 비싼 도심지역에 집중되어 건설되는 경향이 있다. 비슷하게, 가장 비싼 미국 고속도로 확장 프로젝트였던 매사추세츠주 보스턴의 'Big Dig' 프로젝트는 차선 당 마일 당 2억 미국달러가 들어가 총 건설비 1,460억 미국달러가 들었다. 한 일반도로의 차선이 시간당 2천~2,200의 차량만을 처리할 수 있는 것과 비교해, 라이트 레일 선로는 시간 당 2만명의 승객수송이 가능하다.. 예를 들어, 보스턴과 샌프란시스코의 라이트 레일 노선은 러시 아워 동안 가장 혼잡한 방향 기준으로 각각 시간당 9,600명과 13,100명의 승객수송이 가능하다.
고속도로 확장과 LRT 건설을 결합해서하면 고속도로 개선작업과 노선건설을 동시에 할 수 있으므로 비용을 줄일 수 있다. 한 예로, 덴버의 교통확장 프로젝트는 25번 및 225번 인터스테이트 고속도로(주간 고속도로) 재건설과 라이트 레일 노선 추가를 함께하여 5년간 총 건설비 1670억 미국달러로 비용을 절약할 수 있었다. 17 마일 (27 km)의 고속도로를 개선하고 19 마일 (31 km)의 복선 라이트 레일을 건설하는 비용은, 고속도로는 1차선마일 당 1억 9300백만 미국달러, LRT 선로는 마일당 2억 7600만 미국달러였다. 책정된 예산 안으로, 22개월의 예정건설기간 안에 건설되었다.
앞서 언급한 수치가 보여주는 것처럼, LRT의 비용효율은 승객수가 늘어날 수록 급격하게 좋아진다. 상술한 노선을 다시 예로 들면 비슷한 투입자본과 운영비용으로, 도로였다면 시간당 2,400대의 차량만을 수송할 수 있었던 것을 라이트레일을 채용함으로 시간당 2만명의 수송이 가능해져 더욱 효율적이다. 캐나다 앨버타 주 캘거리의 C-트레인은 비용을 낮추는 일반적인 여러 가지 라이트레일 기술을 사용하는데, 지하 및 고가 구간의 최소화, 트랜짓 몰 버스와 공유하기, 화물철도에서 통행권 확보, 일반도로 확장과 LRT 건설의 병행이 그것이다. 그 결과, 캘거리 라이트 레일은 비용이 비싸지 않은 노선 순위에서 상위권에 존재하며, 투입자본은 2000년도 물가기준환산 마일당 2,450만 미국달러 정도였다.
한편, 캘거리의 LRT 승객수는 주중1일당 30만명으로 미국 내 같은 수준의 어느 라이트레일 시스템보다 높으며, 투입자본 대비 효율 역시 더 높다. 캘거리 LRT의 투입자본은, 비슷한 규모에 같은 시기 지어진 미국 라이트레일 시스템인 샌디에이고 트롤리(San Diego Trolley)의 1/3인 반면, 2009년도 기준 승객수는 대략 3배 정도 더 높다. 따라서 캘거리의 승객 당 투입자본 비용은 샌디에이고 트롤리보다 더 낮다. 운영비용 또한 승객 수가 많았기 때문에 낮았다. 일반적인 C-Train 열차는 시간당 운영비용이 2006년 물가로 163 캐나다 달러 밖에 되지 않고 시간당 평균 승객수는 600명이었으므로, 캘거리 교통국은 캘거리 LRT의 운영비용을 탑승객 당 27센트 정도로 추산했다. 이는 탑승객당 1.5달러인 버스와 대비된다.
버스와 비교할 경우, 낮은 승객마일 당 노동비용과 많은 탑승객수와 빠른 평균속도 때문에 비용이 상대적으로 낮다. 라이트 레일 열차는 버스보다 더 비싸지만, 내구수명은 버스보다 길어 교체주기로 소요되는 비용을 낮춰준다.

## 자전거 교통과의 결합
라이트 레일과 자전거 교통과의 결합에 관해서, 다양한 정책이 라이트 레일에 시행되고 있다. 어떤 라이트 레일은 러시 아워시의 자전거의 라이트 레일 탑승을 금지하는 반면, 세인트루이스 메트로 링크(Metro link)와 같은 라이트 레일 시스템은 열차에 자전거 탑승을 허용하지만 오직 열차의 맨 뒷 부분에서만 탑승이 가능하다. 또 어떤 라이트 레일의 경우 접이식 자전거만 허용하는데, 샌프란시스코의 라이트 레일이 대표적인 예이다. 어떤 시스템의 경우 일부 역에 자전거 전용 주차장이 설치되어 있거나, 지역 바이크 쉐어 시스템과 결합되어 있는 시스템도 있다.

## 변형 라이트레일

### 일반 철도 위에서 운행되는 라이트레일

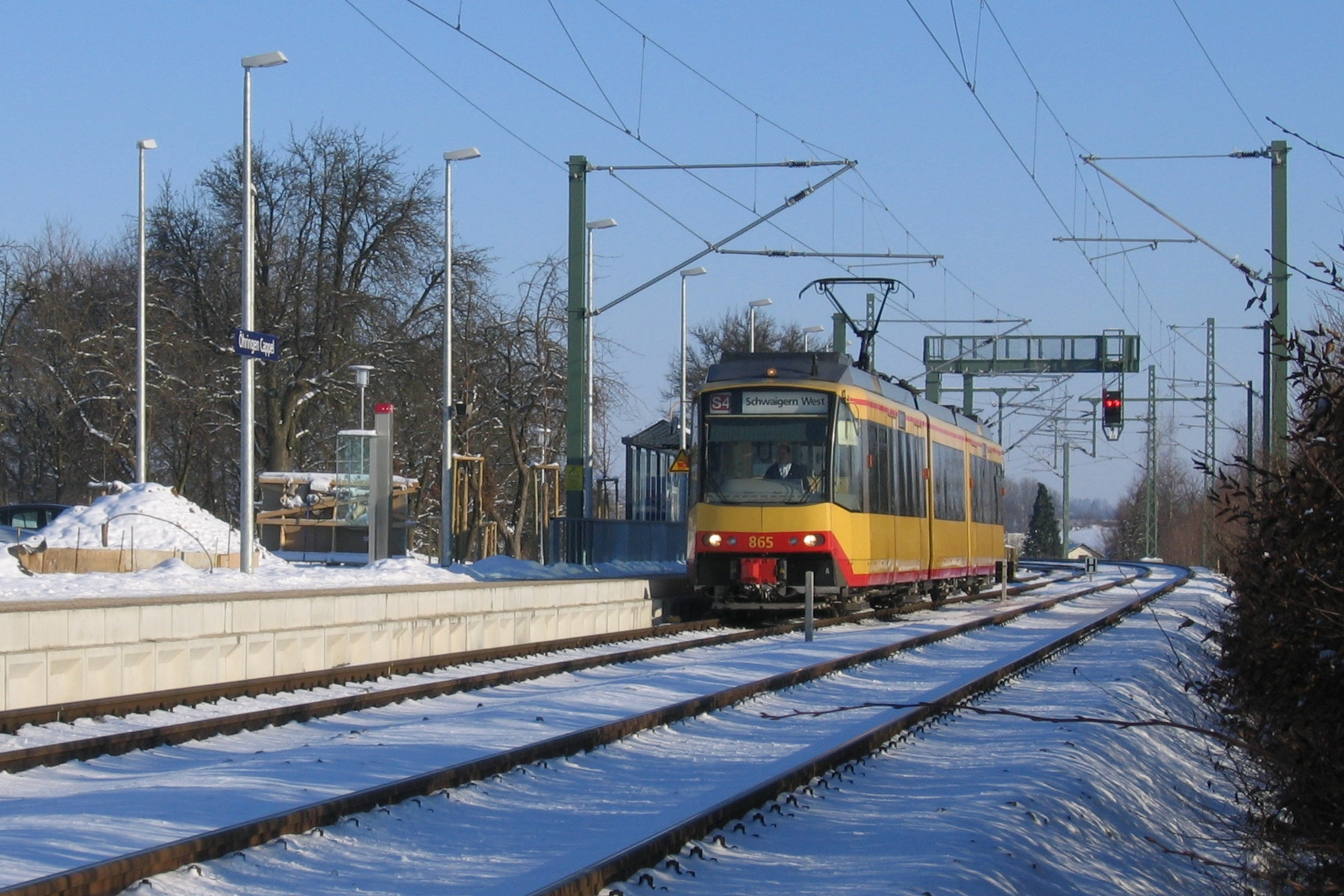
카를스루에 슈타트반에서는 노면전차가 때에 따라 중전철이 다니는 일반철도 본선을 공용하기도 한다.

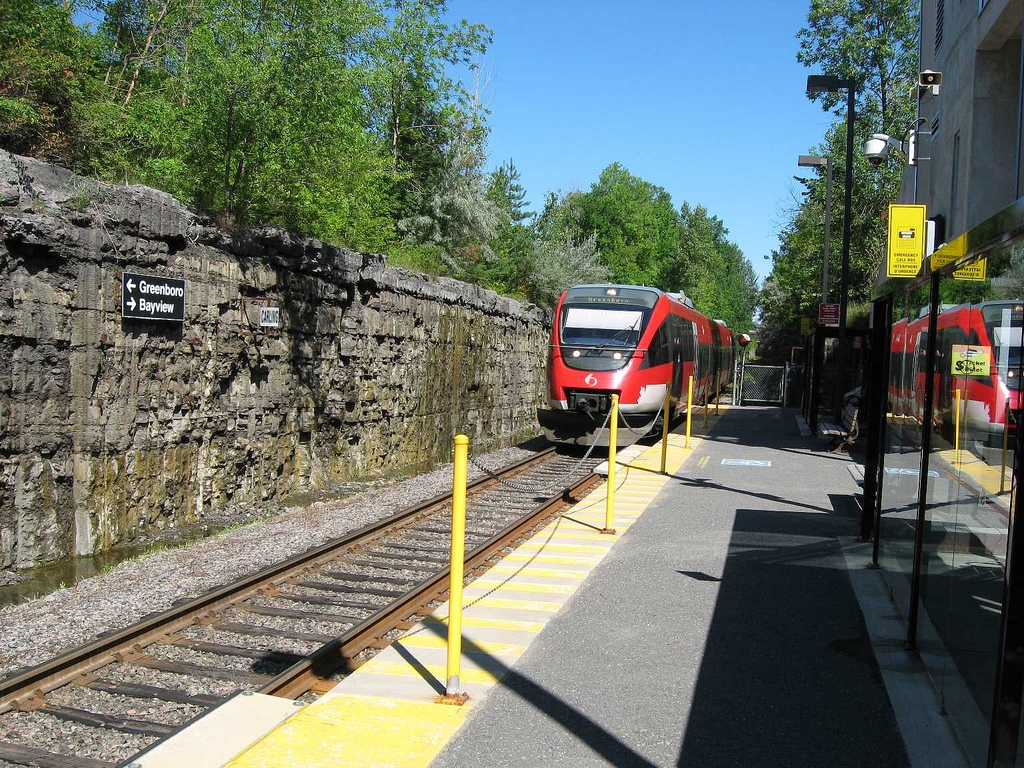
오타와의 트릴리움 선은 화물철도 노선을 따라 지어졌으며, 심야에는 가끔 화물열차가 지나가기도 한다.

독일의 카를스루에, 카셀, 자르브뤼켄 권역에서는 이중전압을 사용가능한 라이트 레일 열차가 부분적으로 일반철도 본선을 사용하여, 중전철 열차와 선로를 공용하기도 한다. 네덜란드에서는 이 개념이 en:RijnGouweLijn 노선에서 최초로 적용됐다. 이는 일반철도 본선 열차만 탔을 때 중앙역까지 가서 노면전차로 환승해야하는 것과 달리, 탑승객들이 도심지역으로 바로 직행할 수 있도록 해준다. 프랑스에서는 이와 비슷한 트램트레인이 파리, 뮐루즈, 스트라스부르에 계획돼 있으며, 추가 프로젝트도 존재한다. 어떤 곳에서는, 트램 트레인은 한창 사용중인 일반철도 본선 대신, 혹은 거기에 더해, 예전에 폐선된 노선이나 교통량이 적은 일반열차 노선을 사용하기도 한다.
이런 운행방식에는 과제가 몇 가지 있다.
- 철도보안시스템 호환성
- 열차와 선로간 전력공급 방식 호환 문제 (보통은 다른 사용전압 문제이나, 드물게 제3궤조와 가공전차선 호환문제가 발생하는 경우도 있다.)
- 열차 너비 차이에 따른 열차와 승강장 이격 문제
- 승강장 높이차 문제

미국에도 '중전철 선로에서 운영된 라이트 레일 열차' 개념의 역사가 존재한다. 대표적으로 인터어반 전차가 있다. 주목할만한 사례는, 지금은 노리스타운 하이 스피드 라인(en:Norristown High Speed Line)이 된, 필라델피아 앤드 웨스턴 레일로드(en: Philadelphia and Western Railroad)사의 고속 제3궤조선에서 운행된 레이 밸리 트랜짓(en:Lehigh Valley Transit) 열차가 있다. 미국에서 이런 식의 운영은 지금에는 거의 불가능한데, 미국 연방철도관리청(en:Federal Railroad Administration, FRA)이 (충돌안전 문제로)비 FRA 인가차량(전철, 라이트레일 열차 등)을 FRA 인가차량(기관차, 일반 여객 및 화물열차 등)과 같은 선로에서 같은 시간에 달리게 하는 걸 허가하지 않고 있기 때문이다. 이에 대한 주목할만한 예외는 캠던에서 트렌턴과 오스틴의 캐피탈 메트로레일(en:Capital MetroRail)을 잇는 뉴저지 트랜싯의 리버라인(en:River Line)이 있는데, 낮 시간에만 라이트 레일 운행을 하고 화물열차 운행은 밤에만 하되, 운행전환시 몇 시간의 간격을 두는 조건으로, 조건부 예외를 받았기 때문이다. 오타와의 오 트레인(en:O-Train) 트릴리움 선(en:Trillium Line)도 밤 시간 특정 시간대에 화물열차를 운행한다.

### 제3궤조집전방식 노면전차
전철화 된 노면전차가 19세기 후반에 처음 등장했을 때, 지중관 집전방식(Conduit current collection)은 최초의 집전방식 중 하나였다. 그러나 이 방식은 가공전차선 방식에 비해 비싸고 복잡하며 문제에 취약했다. 전기 노면전차가 보편화되면서, 지중관 집전방식은 가공전차선 설치 허가가 나지 않은 도시들에서 사용됐다. 유럽에서는 런던, 파리, 베를린, 마르세유, 부다페스트, 프라하에서 사용됐다. 미국에서는 뉴욕과 워싱턴D.C의 일부 지역에서 사용됐다.
제3궤조 기술은 오스트레일리아 골드 코스트의 en:G:link 라이트 레일에서 사용이 검토됐었으나,
최종적으로는 가공전차선 집전방식이 채용되었다.
프랑스 보르도 시에서는, 보르도 트램웨이 네트워크(Tramway de Bordeaux)가 도심구간에서 제3궤조집전방식을 사용하고 있다. 보르도 도심구간은 선로가 차량과 보행자로부터 항상 분리되어 있지는 않다.
제3궤조(정확히는, 아주 약간의 사이 공간을 둔 두 개의 레일)는 선로 중앙에 설치되어 8m씩의 구간으로 나뉘어 있으며, 오직 노면전차에 레일이 완전히 가려져 있을 때만 전기를 공급한다. 이를 통해 사람이나 동물이 전기가 통하는 레일과 접촉할 위험을 최소화한다. 도심 밖 지역의 경우, 노면전차는 일반적인 가공전차선 방식으로 전환한다. 보르도의 급전 시스템은 비용이 가공전차선보다 약 세 배 정도 들었으며, 납득할만한 신뢰성을 획득하는데 24개월이 소요되었고, 모든 전차선과 급전장비의 교체가 필요했다. 이 혁신적인 급전 시스템의 운행 및 유지보수 비용은 여전히 높다. 그러나 수 많은 정전에도 이 시스템은 실제 대중대상 운행에 성공했으며, 일일 19만 명의 승객을 모으고 있다.

## 다른 철도교통수단과의 비교
라이트레일은 전용선로부터 전용차선, 버스허용, 일반교통허용에 이르기까지 다양한 우선 통행권 수준 설정이 가능하고 다양한 열차 제어 기술이 있으며, 어떤 철도 교통수단보다 디자인, 공학 기술, 운행 방식에서 가장 넓은 범위의 자유를 제공한다. 라이트 레일을 설계할 때의 과제는 빠르고 편안한 운송서비스를 제공하는 LRT의 잠재력을 실현하는 한편, 초과적인 자본비용을 초래하는, 대중의 요구 수준 이상으로 과잉설계하려는 경향을 피하는 것이다.
| 대안                     | 차이 |
| ------------------------ | --- |
| 중전철(지하철)           | 라이트 레일 열차(LRV)가 중전철(지하철) 열차와 다른 점은 자동차 교통과 혼재된 환경에서의 운행능력이며, 일반적으로 도로교통환경에서 운행하기 위해 폭이 좁아진 차체와 더 급한 곡선을 돌 수 있는 관절부를 사용하게 된다는 점이다. 중전철 열차는 그 커다란 크기와 큰 최소곡선반경, 그리고 경우에 따라서는 제3궤조집전방식 사용으로 인해 도로환경에서 운행되기는 어렵다. LRT 차량은 이미 존재하는 도로에서 운행할 수 있으므로, 중전철에는 필요한 지하 또는 고가 구간의 비싼 입체 구조물 비용을 피할 수 있다. |
| 일반 노면전차            | 정반대로, LRV는 일반적으로 전통적인 개념의 노면전차보다 수송력과 최고속력, 그리고 거의 대부분의 현대적 LRV는 병결운행이 가능하다는 점에서 뛰어나다. 가장 최신의 LRV는 상당히 크고 빠르며, 보통 29m 정도의 길이와 최고 속력 105km/h을 가지고 있다. |
| 문화유산 전차            | 많은 도시에서 고려하는 대안에는 현대적인 LRV 대신 역사적인 차량 또는 그 복원 차량을 노면전차 노선에서 운행하는 것이 있다. 문화유산 전차는 LRV만큼의 속도와 수송력은 없지만, 해당 지역에 그 지역만의 분위기와 역사적인 개성을 더해준다. |
| 라이트 메트로            | LRT의 파생형은 라이트 레일 전철(light rail rapid transit, LRRT)로, 라이트 메트로로도 불린다. 이런 종류의 시스템은 완전한 전용통행권, 고규격 열차 제어 시스템, 짧은 운행시격, 그리고 단차없는 승하차라는 특징을 갖고 있다. 라이트 메트로는 중전철에 가까운 여객수송력을 갖고 있지만, 일반적으로 LRV의 작은 크기로 인해 중전철보다 더 작은 곡선과 더 급한 경사를 주행할 수 있고, 역 규모도 더 작아 건설비가 더 저렴해질 수 있다. |
| 인터어반 또는 트램트레인 | 인터어반이란 용어는 보통 일반적인 노면전차처럼 도로노면을 주행하지만, 도시너머 교외의 마을, 일부는 시골 지역까지 운행하는 철도 열차를 일컫는 말이다. 1900~1930년대 시기에 인터어반은 미국에서 매우 일반적이었는데, 특히 미국 중서부에서 그랬다. 그 중 일부는 레드 데빌즈(Red Devils)나 J. G. Brill사의 불렛츠(bullets), 그리고 일렉트로라이너처럼, 최고 영업속도가 145km/h에 달했던 당대의 고속열차였다. 유럽에서 인터어반은 트램트레인, 또는 지역별로 불리는 다양한 이름으로 복귀하고 있다. 트램트레인은 경우에 따라 전압이 다르기도 한, 일반 철도 선로와 라이트 레일 선로에서 모두 운행한다. 카를스루에 슈타트반은 잘 알려진 것 중 하나이다. |

## 같이 보기
- 에드먼턴 라이트 레일(영어판)
- 도클랜즈 라이트 레일웨이
- 중형철도수송시스템
- 철도의 전철화
- 도시철도

### 내용주
1. ↑  Urban Mass Transportation Administration, 도시대중교통국. 현재 Federal Transit Administration, 미 연방대중교통국의 전신이다.
2. 1 2  강삭철도 혹은 인클라인 철도와 유사하나, 이 단어는 평지에서 케이블에 의해 견인되어 운행되는 철도차량 또한 포함하는 포괄적인 단어임에 주의해야 한다.
3. ↑   경전철과, Light Rail 및 Light Rail Transit, Light Rapid transit, Light Metro는 의미가 다르거나 포함되는 교통수단의 범위가 다른 별개의 개념임에 주의.
4. ↑  여러 도시 사이를 연결하면서 도심부 및 도시권의 주요교통거점에만 정차하는 장거리 여객철도 서비스. 한국에서는 ITX와 같은 특급형 열차서비스가 여기에 해당한다.
5. ↑  120명의 승객을 태우고 1 mi (1.6 km)을 주행하면 1 US gal (3.8 L)의 연료가 소모되는 연료효율. 약 51승객 킬로미터 당 리터.( 120 mpg-US (51.02 km/l)).
6. ↑  차량의 운행이 전면 금지 또는 매우 제한되고 대중교통 및 자전거, 보행자에게만 통과가 허용되는 도로. 대한민국에서는 신촌의 대중교통 우선구역이 대표적이다.

### 참고 문헌
1. 1 2  “Fact Book Glossary - Mode of Service Definitions”. en:American Public Transportation Association. 2015. 2018년 2월 20일에 원본 문서에서 보존된 문서. 2015년 1월 6일에 확인함.
2. ↑  “National Transit Database Glossary”. U.S. Department of Transportation en:Federal Transit Administration. 2013년 10월 18일. 2013년 11월 13일에 원본 문서에서 보존된 문서. 2015년 1월 6일에 확인함.
3. 1 2  “What is light rail?”. 《Public transport A-Z》. en:International Association of Public Transport. 2008. 2008년 10월 13일에 원본 문서에서 보존된 문서. 2015년 7월 29일에 확인함.
4. 1 2  “This Is Light Rail Transit” (PDF). Transportation Research Board. 7–9쪽. 2018년 2월 21일에 원본 문서 (PDF)에서 보존된 문서. 2015년 1월 6일에 확인함.
5. ↑  “What is Light Rail?”. en:Light Rail Transit Association (LRTA). 2016년 6월 5일에 원본 문서에서 보존된 문서. 2015년 1월 6일에 확인함.
6. ↑  “Welcome to Saskrailmuseum.org”. 《Saskatchewan Railway Museum》. BlackNova Internet Services. 11 September 2008. 15 October 2008에 원본 문서에서 보존된 문서. 2009년 12월 26일에 확인함.
7. ↑  Courtenay, Peter (2006). “Trams in the UK”. 《thetrams.co.uk》. 2009년 12월 26일에 확인함.
8. 1 2  Bottoms, Glen (2000). 《Continuing Developments in Light Rail Transit in Western Europe》 (PDF). 9th National Light Rail Transit Conference. Portland, Oregon: Light Rail Transit Association. 2009년 12월 26일에 확인함.
9. 1 2  Thompson, Gregory L. (2003). “Defining an Alternative Future: The Birth of the Light Rail Movement in North America”. 《Transportation Research Circular》 (Transportation Research Board) (E-C058). 2009년 12월 26일에 확인함. From: 9th National Light Rail Transit Conference
10. ↑  Gregory L. Thompson (2003), Defining an Alternative Future: Birth of the Light Rail Movement in North America (PDF), Transportation Research Board.
11. ↑  “Tram (definition)”. Merriam-Webster Online Dictionary. 2007년 7월 18일에 확인함.
12. ↑  “The Yesterland Hotel Tram”. 《Yesterland.com》. 2013년 2월 7일에 확인함.
13. ↑  “Trolley (definition)”. Merriam-Webster Online Dictionary. 2007년 7월 18일에 확인함.
14. 1 2  “Light Rail Transit”. Encyclopædia Britannica. 2007년 7월 18일에 확인함.
15. ↑  Smiler, Simon P. “Trams, Streetcars, and Light Rail Vehicles”. 《citytransport.info》. 2007년 7월 18일에 확인함.
16. ↑  Plous, Jr, F.K. (June 1984). “A Desire Named Streetcar”. 《Planning》 (American Planning Association). 2006년 3월 3일에 원본 문서에서 보존된 문서. 2007년 8월 14일에 확인함.
17. ↑  “경쾌전차”. 도서출판 골든벨, 철도관련큰사전. 2019년 4월 8일에 확인함.
18. ↑  “초저상식 경쾌전차”. 도서출판 골든벨, 철도관련큰사전. 2019년 4월 8일에 확인함.
19. 1 2  “경량전철 개념”. 국토교통부, 정책자료. 2019년 4월 6일에 확인함.
20. ↑  “라이트 레일”. 도서출판 골든벨, 철도관련큰사전. 2016년 10월 20일에 확인함.
21. ↑  “경전철”. 한국철도시설공단, 철도용어사전. 2016년 10월 20일에 확인함.
22. ↑  “경전철”. 박문각, 시사상식사전(2015.05.06일 수정버전). 2016년 10월 20일에 확인함.
23. ↑  “'경전철'”. doopedia, 두산백과. 2016년 10월 20일에 확인함.
24. ↑  “'경전철'”. 철도산업정보센터. 2019년 4월 6일에 확인함.
25. ↑  “'알아두면 쓸데있는 신기한 열차 종류 상식'”. 현대로템공식블로그.
26. ↑  Ajay Kumar (2012년 9월 20일). “Light rail could be alternative mode of transport in future”. India today. 2015년 11월 5일에 확인함.
27. ↑  “Light Rail Schedule Speed – Faster Than Bus, Competitive With Car”.
28. ↑  “Link Light Rail in the North American Context”. 2009년 12월 30일.
29. ↑  Comparison of Energy Use & CO2 Emissions From Different Transportation Modes  보관됨 29 5월 2015 - 웨이백 머신 page 7, Results of Analysis. M.J. Bradley & Associates, May 2007
30. ↑  Matt Lorenz and Lily Elefteriadou (2000) A Probabilistic Approach to Defining Freeway Capacity and Breakdown (PDF), Transportation Research Board.
31. ↑  “Highlights of the 2001 National Household Travel Survey: A-15 Vehicle Occupancy Per Vehicle Mile by Time of Day and Weekend Status”. US Department of Transportation. 2017년 6월 28일에 원본 문서에서 보존된 문서. 2019년 4월 9일에 확인함.
32. ↑  Tom Parkinson and Ian Fisher (1996) Rail Transit Capacity 보관됨 11 1월 2009 - 웨이백 머신, Transportation Research Board.
33. ↑  Transit Capacity and Quality of Service Manual, Transportation Research Board.
34. 1 2  Hanson, Susan; Giuliano, Genevieve (2004). 《The geography of urban transportation》. Guilford Press. ISBN 1-59385-055-7.
35. ↑  “LRT-1 sets 25-year high record ridership”. Manilla Light Rail Transit Authority. 12 January 2009. 26 March 2009에 원본 문서에서 보존된 문서. 2 009-03-14에 확인함.
36. ↑  “NCHRP Report 599: Default Values for Highway Capacity and Level of Service Analyses” (PDF). NATIONAL COOPERATIVE HIGHWAY RESEARCH PROGRAM.
37. 1 2  “National Transportation Statistics 2013” (PDF). U.S. Department of Transportation. 2018년 2월 21일에 원본 문서 (PDF)에서 보존된 문서. 2019년 4월 9일에 확인함.
38. ↑  “Dissected: How're Ya Dying? Charting transportation mayhem in its many gory varieties”.
39. 1 2  
“Status of North American Light Rail Projects”. Light Rail Now. 2002. 28 October 2006에 원본 문서에서 보존된 문서. 23 November 2006에 확인함.
40. ↑  
“Link Light Rail Projects”. Sound Transit (Central Puget Sound Regional Transit Authority). 2006. 2006년 11월 17일에 원본 문서에서 보존된 문서. 2006년 11월 23일에 확인함.
41. ↑  “Highway Construction Cost Comparison Survey Final Report” (PDF). Washington State Department of Transportation. April 2002. 3쪽. 2009년 9월 5일에 원본 문서 (PDF)에서 보존된 문서.
42. ↑  Traffic and Highway Engineering By Nicholas J. Garber, Lester A. Hoel, p. 37
43. ↑  
Shaw, Mark (May–June 2006). “Reinventing a Corridor: Denver's T-REX project nears completion after five years”. 《Constructor》 (McGraw-Hill Construction). 2006년 10월 19일에 원본 문서에서 보존된 문서. 2006년 11월 20일에 확인함.
44. ↑  Flynn, Kevin (2006년 11월 17일). “T-REX trains ready to roll”. 《Rocky Mountain News (Denver, CO)》. 2007년 3월 22일에 원본 문서에서 보존된 문서. 2006년 11월 20일에 확인함.
45. 1 2  
McKendrick;  외. (2006). “Calgary's C-Train – Effective Capital Utilization” (PDF). Joint International Light Rail Conference, St. Louis, Missouri. Calgary Transit. 18 December 2011에 원본 문서 (PDF)에서 보존된 문서. 11 February 2008에 확인함.
46. ↑  
“LRT technical data”. Calgary Transit. 2006. 2006년 10월 23일에 원본 문서에서 보존된 문서. 2006년 10월 14일에 확인함.
47. ↑  http://onlinepubs.trb.org/onlinepubs/tcrp/tcrp_syn_62.pdf
48. ↑  “Bikes on Muni”. San Francisco Municipal Transportation Agency. 2013년 8월 14일에 확인함.
49. ↑  Post, Robert C. (2007). 《Urban Mass Transit: The Life Story of a Technology》. Greenwood Press. 45–47쪽. ISBN 978-0-313-33916-5.
50. ↑  “Gold Coast Light Rail Feasibility Study”. Commonwealth Government, Gold Coast City Council & Queensland Government Queensland Transport. 2004년 12월 23일. 2003년 3월 19일에 원본 문서에서 보존된 문서.
51. ↑  “Bordeaux Light Rail Route Will Operate Without Overhead Lines”. American Public Transportation Association. 2003. 2008년 12월 1일에 원본 문서에서 보존된 문서. 2007년 12월 21일에 확인함.
52. ↑  “99% AVAILABILITY AND EXCEPTIONALLY HIGH PASSENGER LEVELS : THE BORDEAUX URBAN TRAMWAY IS A RESOUNDING SUCCESS”. 《Railway-Technology.com》. Net Resources International. 2008년 6월 13일에 원본 문서에서 보존된 문서. 2009년 12월 26일에 확인함.
53. ↑  
Fazio, A. E.; Hickey, T. R. (2003). “Designing New Light Rail – Taking Engineering Beyond Vanilla”. Circular E-C058: 9th National Light Rail Transit Conference. Transportation Research Board. 2006년 11월 10일에 확인함.
54. ↑  
“Technical Data”. 《Light Rail Vehicle System Houston/Texas, USA》. 지멘스. 2008. 2008년 4월 27일에 원본 문서에서 보존된 문서. 2008년 3월 18일에 확인함.